# Історія Хортиці
Історія Хортиці сягає корінням у доісторичні часи (близько 100 тис. р. тому) і продовжується донині.

## За доби палеоліту та мезоліту
Цілком можливо, що перші люди з'явилися на Хортиці ще за доби мустьє (середнього палеоліту, 150—35 тис. р. тому). Чимало пам'яток того часу відомо північніше острова — у Дніпровському Надпорожжі. На північному березі Хортиці, у районі Музею історії Запорозького козацтва, розташоване місцезнаходження крем'яних знарядь віком біля 100 тис. років — шкребки, пластини та відщепи. Знаряддя, датовані верхнім палеолітом (35—12 тис. р. тому) та мезолітом (X—VII тис. до н. е.), — шкребки, пластини, кінцівки стріл тощо — знайдені в районі Совутиної скелі, балок Костіна, Липова, Корнійчиха, Корнетівська. Культурного шару тих часів на Хортиці поки не зафіксовано.

## За доби неоліту (VI—V тис. до н.е.)
Місцезнаходження крем'яних знарядь (шкребки, пластини, проколки, кінцівки стріл, резці, вкладні тощо) доби неоліту на Хортиці відомі на березі Дніпра в районі Музею історії Запорозького козацтва, на Совутиній скелі, у балках Костіна та Липова. Поряд зі скелею Рогози на правому березі Старого Дніпра зафіксована невелика ділянка культурного шару, знайдений горщик Дніпро-донецької культури. Кераміка V тис. до н. е. знайдена також на дні Дніпра в районі балки Генералки. Виразний культурний шар того часу досліджений на скелі Середній Стовп. Є також припущення, що розташовані на цій скелі великі заглиблення (так звані «Запорозькі миски») використовувалися місцевими мешканцями у господарчих цілях, або навіть мали сакральне значення.
Унікальною для Хортиці пам'яткою первісного мистецтва, що датується, можливо, добою неоліту, є так званий «Чорний камінь». Ця брила габроїду, найближче родовище якого знаходиться на Черкащині, імовірно, була принесена крижиною під час танення льодовика й залишена на березі Дніпра у північній частині Хортиці. На поверхні брили глибокими борознами зроблене схематичне зображення риби, імовірно, коропу. Можна розібрати рот, зяброву кришку, луску. 2002 року брила була перенесена у внутрішній двір музею.

## За доби енеоліту (2-га половина V—IV тис. до н.е.)
На північній скелі Середній Стовп, що в минулому поєднувалася з Хортицею піщаною косою, досліджено археологічну пам'ятку, котра дала назву енеолітичній Середньостогівській культурі (в науковій літературі вкорінилася топонімічна помилка) ІІ пол. V—IV тис. до н. е. У верхньому шарі згаданої стоянки знайдені, зокрема, уламки гостродонних ліпних горщиків, прикрашених відбитками штампів орнаментом у вигляді горизонтальних смуг, трикутників та зигзагів, а також крем'яні знаряддя (шкребки, вістря, клиноподібні сокири тощо) та кістки тварин (бика, коня, свині, собаки). Сліди енеолітичних стоянок (знахідки крем'яних знарядь, уламки кераміки) зафіксовані також на о. Дубовому, у районі балок Костіна, Липова, Велика Молодняга. Шар Середньостогівської культури простежений на о. Байди. На дні Старого Дніпра у районі скелі Рогози знайдені навіть цілі посудини того часу.
За доби енеоліту Хортиця починає перетворюватися на релігійний центр місцевих племен — тут з'являється низка сакральних об'єктів. На північному сході острова досліджений унікальний безкурганний могильник Квітянської культури (ІІ чверть IV тис. до н. е.). Цей комплекс складається з розташованих двома паралельними рядами (у напрямку схід-захід) 8 окремих пар споруд: закладки з пласких каменів та кромлехи (діаметром від 1 до 5 м) з поставлених на ребро брил. Між камінням споруд знайдені сліди тризни — уламки посуду. Під закладками були здійснені поховання дітей. Недалеко від цього комплексу, у кургані, досліджене поховання Постмаріупольської (Квітянської) культури IV тис. до н. е., супроводжуване, зокрема, формованим шматком яскраво-червоної вохри біля голови небіжчика й мідними пронизками та деталями ременя. Поряд із курганом знайдена гранітна антропоморфна стела й простежені сліди, імовірно, святилища: прямокутне (20 х 10 м) скупчення розташованих рядами ямок від дерев'яних стовпів та дрібні уламки ліпного посуду між ними.

## За доби бронзи (ІІІ—ІІ тис. до н.е.)

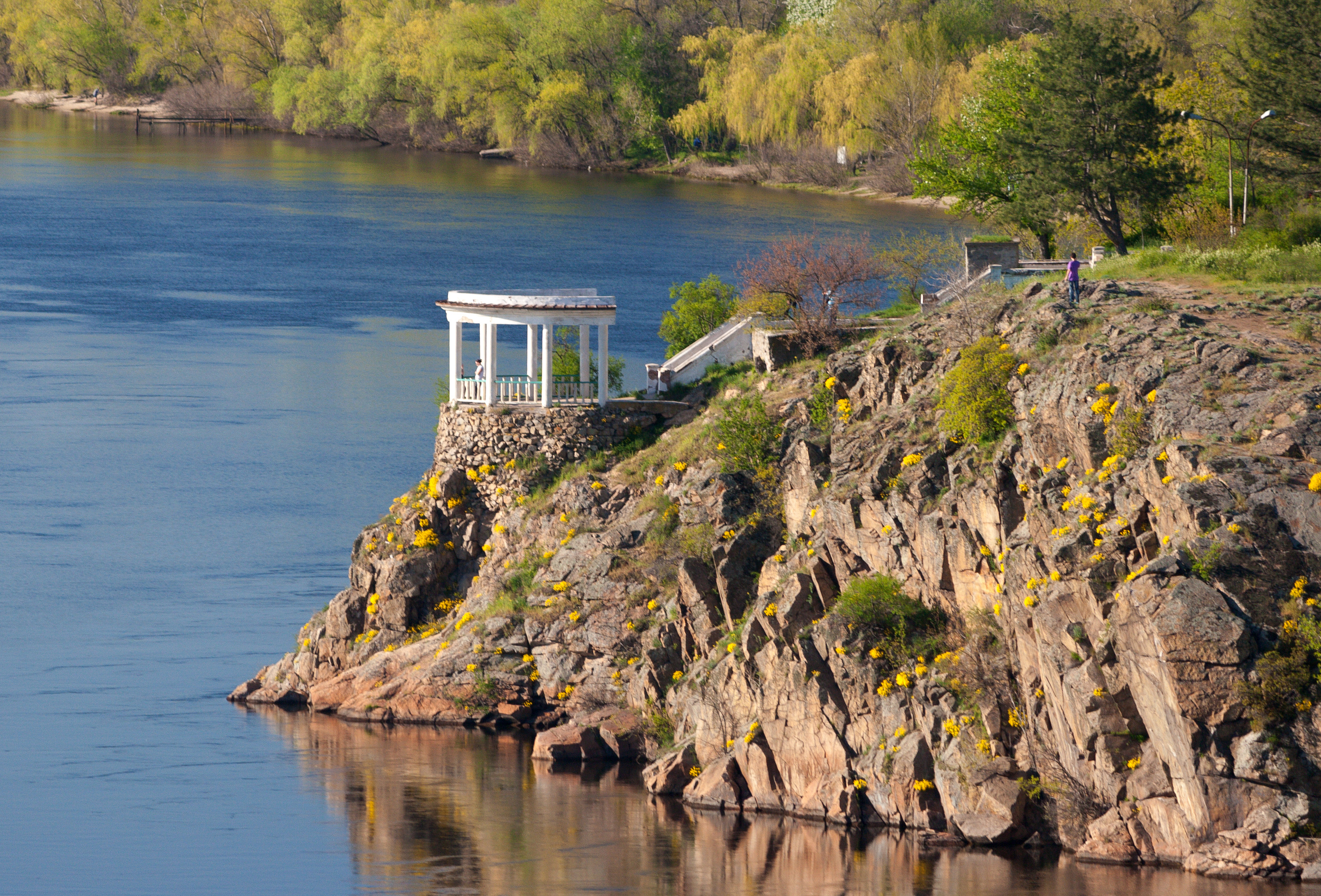
Альтанка на Хортиці.

За доби бронзи на Хортиці сформувався унікальний комплекс пам'яток у складі численних поселень, могильників, святилищ та городища; острів став значним сакральним та політичним центром навколишніх племен.
Рештки невеликих неукріплених поселень на Хортиці зафіксовані: уздовж Нового Дніпра — у гирлах балок Велика Молодняга, Вербова, Костіна, Липова, у районі сучасної вул. Овочівників; у плавневій частині Хортиці — біля туристичного комплексу «Протолче», на озері Кам'яному та острові Кам'яному; уздовж Старого Дніпра — на північ від балки Корнійчихи, у балках Генералці та Перевізській. На дні Старого Дніпра в кількох місцях концентруються знахідки доби бронзи, що також свідчить про розташування там поселень або переправ: у районі Громушиної та Наумової балок, бази відпочинку «Чайка», урочища Солов'їний Гай, нижче мосту ім. Б. Н. Преображенського. У культурному шарі поселень переважно простежується кілька горизонтів, тобто ці місця були заселені протягом сотень і тисяч років представниками різних археологічних культур, що зміняли одна одну: катакомбної (XXVII—XX ст. до н. е.), бабинської (КБК) (XXII—XVII ст. до н. е.), сабатинівської (XVI—XII ст. до н. е.) (поселень цієї культури найбільше), білозерської (XII—X ст. до н. е.). Переважно поселення складалися з невеликих наземних або напівземлянкових жител з глинобитними стінами, що іноді мали кам'яну основу. Всередині жител знаходилися відкриті вогнища та господарчі ями.
Розмірами й монументальністю відрізняється будівля (можливо храм) сабатинівської культури, досліджена у балці Вербовій. Це багатокімнатний будинок 200 м² загальної площі, три приміщення якого утворювали внутрішній дворик. Дах будівель підтримувався дерев'яними стовпами й був укритий, імовірно, очеретом. Глинобитні стіни спиралися на похилий кам'яний цоколь висотою до 0,9 м, дуже майстерно викладений з гранітних брил різного розміру. Всередині приміщень було виявлено 9 так званих культових ям. Серед знахідок — уламки ліпного глиняного посуду, бронзові кинджал, ніж та браслет.
На острові Байди (Канцерівський) досліджене одне з перших на території України городищ, яке виникло у XX ст. до н. е. й використовувалося навіть за доби пізньої бронзи. Фортеця, збудована носіями катакомбної культури, займала північне підвищене плато острівця. З півдня городище захищалося двома ровами та двома кам'яними стінами (земляні вали, облицьовані кам'яним панциром з гранітних брил) з ровом між ними, що утворювали своєрідний лабіринт. На двох кутах стіни імовірно розташовувалися башти. У ровах та між брилами стін знайдено сліди штурму: крем'яні вістря стріл та дротиків переважно з відбитим кінцем, численні уламки кам'яних сокир, пращові камені. Побутових речей і кераміки серед знахідок у фортеці порівняно мало.
У курганних групах № 1 (на півночі Хортиці), № 3 (у центрі острова) та № 5 (на півдні острова) досліджені поховання ямної та катакомбної культур, біля балки Башмачки — поховання зрубної культури.
За останні десятиліття на Хортиці досліджено чимало святилищ доби бронзи. На схилі балки Молодняга відкрито невеликі культові кам'яні закладки ІІІ—ІІ тис. до н. е. Перша являє собою викладку еліпсоподібної форми. Її вільний від каменів центр зображує «жовток», де на дні ями була поставлена обрядова чашавівтарик. За 50 м від описаної знаходилася дещо більша за розмірами кругла закладка, де у ямі-жовтку виявлено поховання людини у зібганому стані (можливо, жерця). Поряд — третя закладка у вигляді двох вписаних один в один кромлехів, теж із ямою-жовтком, де знайдені чотири кістки кінцівок людини зі слідами, імовірно, довгого варіння. Це може бути свідченням ритуального канібалізму. Яйце, форму якого мають описані споруди — один з найголовніших міфологічних символів світо творення у багатьох народів світу.
На південь від балки Каракайка досліджено святилище ІІІ—ІІ тис. до н. е. у вигляді двох концентричних кіл. Розташовані тут менгір та жертовний камінь зорієнтовані на захід Сонця у день літнього сонцестояння. На висоті Брагарня, між балками Савутина та Велика Молодняга відкрито споруду, що складається з трьох кромлехів із проходами та сімох закладок. Кожна з останніх перекриває яму зі слідами ритуальних вогнищ. Менгіроподібні камені, що стоять серед кромлехів, утворюють своєрідні вівтарі. Знайдені на святилищі різні типи посуду свідчать, що весь цей великий комплекс безперервно діяв, відвідувався та постійно доповнювався протягом біля тисячі років — з кінця ІІІ тис. до н. е. до XIII—XII ст. до н. е. Розташування кам'яних стел, орієнтація всієї споруди й окремих її частин по важливих напрямках горизонту вказують на те, що святилище призначалося для проведення астрономічних спостережень та обрядів.
На правому схилі балки Генералки знаходиться найбільше з відомих на Хортиці святилищ — «Генералка2», споруджене наприкінці ІІІ тис. до н. е. носіями ямної культури. Цей об'єкт призначався для спостереження за світилами та поклоніння ним. Він являє собою велике коло діаметром понад 50, складене з неглибоких дугоподібних переривчастих канав. У канавах простежені ями від дерев'яних стовпів, що були зорієнтовані на точки сходу сонця у дні рівнодень та сонцестоянь. За типом споруда схожа з так зв. «ронделами» Центральної Європи та «генджами» Британії. У часи катакомбної культури рови святилища були закидані землею та камінням. Величезна кількість кісток (собака, свійський бик, вівця, коза, кінь, тур, олень, заєць, вовк, бобер) та розвали сотень глиняних горщиків свідчать про те, що в цей час тут відбувалися жертвопринесення;.

## За доби раннього заліза

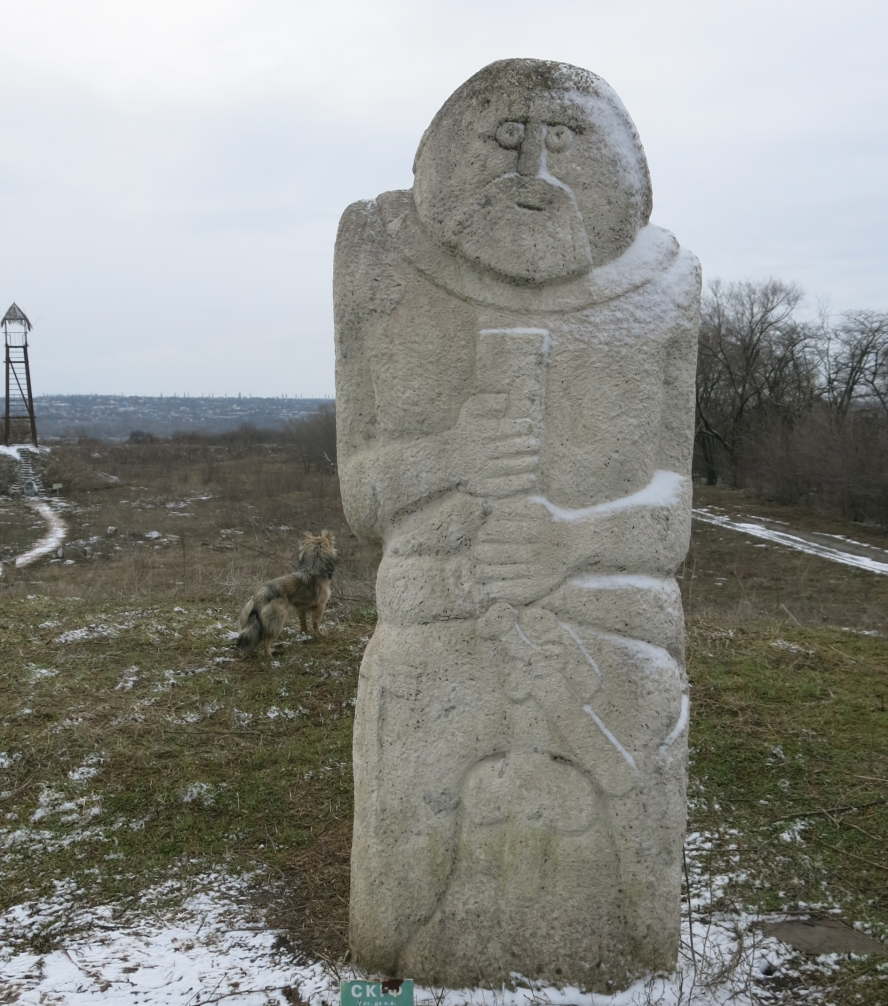
Скіфський стан на Хортиці

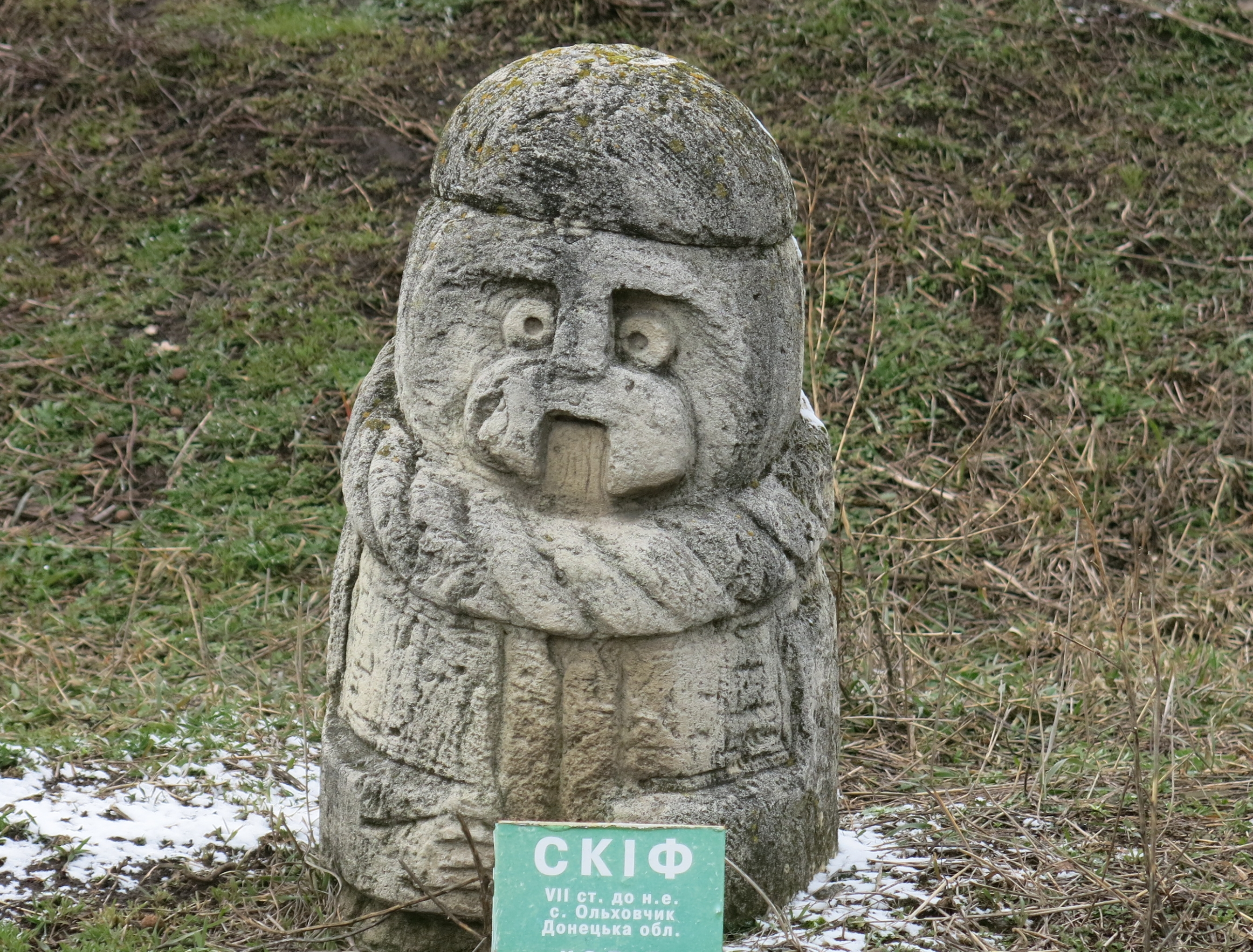
Скіфський воїн знайдений у селі Вільхівчик, Донецька область

Пам'ятки кімерійського часу (IX — сер. VII ст. до н. е.) на о. Хортиці поки не відомі.
Давньогрецький історик Геродот з Галікарнасу у V ст. до н. е. записав від мешканців еллінського міста Ольвія одну з легенд про походження скіфів: Коли напівбог Геракл пас волів, то забрів у Скіфію, де його застала зима й мороз. Він постелив левину шкуру й заснув, а як прокинувся, побачив, що коні його щезли. Шукаючи коней, Геракл дійшов до країни Гілея (Лісиста). Там, у печері, він знайшов напівдівчину-напівзмію, яка заховала Гераклових коней і в обмін на них зажадала кохання. Від їхнього шлюбу народилися три сини: Агафірс, Гелон і наймолодший — Скіф. Від нього й походять ті скіфи, які царюють над іншими племенами. Царські скіфи живуть за рікою Геррос, на схід аж до Танаїсу. Геррос відділяється від Борисфена в тому місці, доки течія його нам відома, казав Геродот. У краю Геррос, до котрого Борисфен ще судноплавний, відбуваються похорони скіфських царів.

Ще у 1844 р. дослідник М. І. Надєждін пов'язував Геродотів Геррос із місцевістю в районі Хортиці, а печеру, де були зачаті скіфські першопредки — зі Змієвою печерою на острові:
Я полагаю здесь самое приличное место кладбищу царей Скифских, посреди столь дикого, грозновеличественного ландшафта… Святыня этого места не возвышалась ли еще и тем, что здесь же, по всей вероятности, располагалась мифическая колыбель Скифов: та таинственная пещера, в которой по сказанию Понтийских Эллинов, переданному Геродотом, родились Агафирс, Гелон и Скиф от героя Иракла и прелестной Змей-Девицы, и которая находилась, как говорит то же придание, в отдаленном углу Гилеи, куда Иракл достигнул не прежде, как прошедши всю землю Скифскую с запада?
У 1867 р. літератор А. Подберезський, сприйнявши народні перекази про Змієві печери Надпорожжя за відлуння скіфської давнини, пов'язав скелі Три Стовпи біля Хортиці з Геракловими Стовпами Геродота:
Этот остров Хортица, хочу я сказать, есть мифическая Эрифея, лежащая среди Океана, а торчащие в Днепре гранитные скалы — это Столбы Геркулеса! — Здесь окончательная развязка узла тех таинственных преданий о царях-змеях на Днепре и о пещерах.
У безпосередній близкості до Хортиці, на правому березі Старого Дніпра, недалеко від балки Гадючої, досліджене надзвичайно рідкісне скіфське підкурганне поховання межі VII—VI ст. до н. е. Між камінням кромлеху, що оточує курган, знайдена гранітна скульптура, яка схематично зображує вусатого воїна у напівсферичному шоломі, озброєного коротким мечем-акінаком на поясі, луком та сокирою. Високий статус воїна позначено гривнею на шиї.
На самому острові у курганах І, III та IV курганних груп знайдені скіфські поховання V—IV ст. до н. е. У балці Ушвивій досліджено ґрунтовий (безкурганний) могильник, на так зв. висоті «Канфарка» — ґрунтові поховання, кромлехи та жертовник, у балці Наумовій — кромлех. Характерна риса всіх поховань — використання каменю для закладок і забутовок. Серед знахідок — кінцівки стріл, списів, меч-акінак, скляне намисто, бронзове люстерко тощо. Скіфське, повністю пограбоване поховання знайдене усередині святилища доби бронзи недалеко від балки Каракайки. Поряд із базою відпочинку «Чайка» на схилі Старого Дніпра досліджена скіфська кільцеподібна кам'яна закладка з менгіром і похованням
За словами Геродота вище країни Гілея жили скіфи-землероби, яких греки називали борисфенітами. Імовірно, ними було споруджене городище на хортицькій скелі Совутиній. Оточена з трьох боків гранітними урвищами, а з четвертого — поглибленою балочкою, невелика, прямокутна у плані фортеця площею біля 16 000 м² охороняла перевіз через Новий Дніпро. Укріплення складалися із земляних валів та ровів. На вершині валів були побудовані стіни з сирцевої цегли, на яких влаштовано дерев'яний палісад. Висота всієї цієї конструкції могла сягати до 5 м. На вході у городище стояла, імовірно, дерев'яна вежа Усередині фортеці знаходилися невеликі будівлі з глини та лози й тимчасові шатра. У господарчих ямах знайдені уламки місцевого ліпного посуду, луска, кістки й цілі скелети білуги, осетера, вирозуба, сазана, сома. Є кістки свійських тварин (свині, вівці, кози, бика, коня, собаки) та диких (кабана, оленя, зайця, бобра). Знахідки шматків шлаку свідчать про металургійне виробництво, фрагменти грецького чорнолакового посуду та амфор для вина та олії — про торгівлю з Фазосом, Гераклеєю, Мендою, Хіосом та Херсонесом і про час існування Совутинського городища: кін. V — поч. III ст. до н. е.. У балках Совутина, Молодняга, Ганівка, Наумова, Генералка та в урочищі Турпляж простежені рештки маленьких поселень осілих скіфів. Знахідки VI—IV ст. до н. е. трапляються також на дні Старого Дніпра, зокрема, у районі урочища Вирва, де, імовірно, знаходився стародавній перевіз через ріку.
Пам'ятки сарматського часу (III ст. до н. е. — III ст. н. е.) на о. Хортиці поки не відомі.

## За доби Великого переселення народів (III—VIIIст. н.е.)
Початок доби Великого переселення народів ознаменувався міграцією у Північне Причорномор'я готів та частини інших германських племен (поч. III ст.). У IV ст. на теренах східніше Дністра гревтунгами — східною гілкою готів — була утворена держава на чолі з королем Германаріхом. До складу цього «варварського королівства», імовірно, входило тодішнє населення острова Хортиці та навколишніх земель Дніпровського Правобережжя. Дослідники пов'язують з готським племінним союзом пам'ятки черняхівської археологічної культури, залишені готами, слов'янами, сармато-аланами, скіфами і фракійцями. На Хортиці відомо кілька пам'яток черняхівської культури. В околицях балки Корнійчиха, поряд із бродом через Старий Дніпро, досліджено поселення, яке складалося з напівземлянкових жител. Навпроти нього, на правому березі ріки, розташовувалося одночасне велике поселення. Рештки невеликих селищ відомі на островах Розстебин та Байди, у районі балки Ганівка (де знайдені могили черняхівського часу). Черняхівські поховання з трупоспаленнями та характерним сірим лощеним посудом досліджені у районі середньої школи № 43 та між скелею Ушвивою й однойменною балкою. Фрагменти подібного посуду знайдені також на дні Старого Дніпра у районі балок Наумової та Каракайки.
У 375 чи 376 р. на землі готів зі сходу вдерлися кочівники-гуни. Давньоскандинавські саги, які оповідають про ті події, містять згадки про країну Рейдготаланд (земля готів-гревтунгів), місцевість Данпарстадір (місцевість на Дніпрі), ліс Мюрквід (Похмурий ліс, імовірно, пізніший Великий Луг Запорозький), що знаходиться на кордоні Готаланду (Земля готів) та Гуналанду (Земля гунів). Всі ці топоніми можна пов'язати з Нижнім Подніпров'ям і територією розташування острова Хортиці зокрема.
Пам'ятки гунського часу (I—V ст.) надзвичайно рідкісні. На території Хортиці досліджене лише одне поховання цієї доби, розташоване у північно-східній частині острова, між балками Совутина та Велика Молодняга. Поховання супроводжувалося ліпним горщиком, срібною пряжкою, кістяним гребенем та залізним ножем.
Невиразні сліди поселень пеньківської археологічної культури V — поч. VIII ст., яку більшість дослідників пов'язують із племінним союзом слов'ян-антів, відомі біля озера Осокорового, у балці Генералці та на острові Байди. Поховань кочовиків VI—VIII ст. (аварів, булгарів, хозарів) на Хортиці поки не знайдено. Проте у безпосередній близькості до острова, на лівобережному плато досліджено унікальну пам'ятку поч. VIII ст. — Вознесенівський «скарб», що, ймовірно, був поминальним храмом (так званий «курук»), присвяченим якомусь тюркському хану. Розташування цього видатного комплексу на шляху до Кічкаської переправи свідчить про те, що навколишня територія, у тому числі й острів Хортиця, мала для місцевого ранньосередньовічного населення велике сакральне значення.

## У IX—XV ст
У IX ст. Дніпро став частиною торговельного та військового «шляху з Варяг у Греки», а Хортиця — важливим пунктом на цьому шляху. Перша літературна згадка острова міститься у творі «Про управління імперією», написанному в 948—952 рр. візантійським імператором Костянтином VII Багрянородним для свого сина Романа: «…Після того, як пройдене це місце (перевіз Крарія, пізніше — Кічкаський — ред.), вони (купці з Русі — ред.) досягають острова, званого Святий Григорій (Хортиця — ред.). На цьому острові вони здійснюють свої жертвоприношення, бо там стоїть величезний дуб: приносять у жертву живих півнів, устромлюють вони і стріли навкруги дуба, а інші — шматочки хлібу, м'ясо й що має кожен, як велить їхній звичай. Кидають вони й жереб про півнів: чи зарізати їх, чи з'їсти, чи відпустити їх живими. Від цього острову роси не бояться пачінакіта (печенігів — ред.)». Д. І. Яворницький обережно ототожнював згаданий Костянтином дуб із Красним дубом, який до 1870-х рр. ріс у верхів'ях балки Шанцева на східному схилі о. Хортиця. Сьогодні дехто з краєзнавців пов'язують з «дубом Костянтина» парость давнього дерева у вигляді сімох стовбурів, що стоять півколом у хортицьких плавнях. На дні Старого Дніпра біля північного краю Хортиці у 1974 р. був знайдений залізний візантійський ранньосередньовічний якір, який, імовірно, походить з торгового корабля.

У літописах згадуються походи у Візантію руських князів Аскольда й Діра (у 860, 866 та 874 рр.), Олега та його посольства (у 907 та 912 рр.), Ігоря Рюриковича (у 941 та 944 рр.), його дружини Ольги (у 955 р.), Святослава Ігоровича (у 967, 969 та 971 рр.) та Володимира Святославича (у 988 р.). Безперечно, рухаючись по Дніпру, всі ці князі на своєму шляху відвідували Хортицю. У 972 р., повертаючися з походу на Візантію, біля Дніпрових порогів загинув від рук печенігів князь Святослав Ігорович, про що Літопис руський повідомляє:
…Прийшов Святослав у пороги, і напав на нього Куря, князь печенізький. І вбили вони Святослава, і взяли голову його, і з черепа його зробили чашу, — окувавши череп його золотом, пили з нього.
У I пол. XX ст. виникла гіпотеза про те, що Святослав загинув поряд із Хортицею. Підтвердженням цього на думку деяких дослідників є п'ять мечів X ст. «каролінгського типу», знайдені у 1928 р. у протоці між островом Чорним та лівим берегом Дніпра, за 1 км на північ від Хортиці. Ця гіпотеза отримала нове дихання після того, як у 2011 р. на дні Старого Дніпра біля північної частини Хортиці було знайдено ще один меч X ст.. Проте, існує інше пояснення того, як дорогоцінна зброя опинилася на дні ріки: мечі могли бути кинуті у воду, як жертва Дніпру за вдалий прохід його порогів. Цей ритуал відомий за багатьма подібними знахідками у країнах Скандинавії. Все ж таки думка про Хортицю, як місце загибелі Святослава, панує серед мешканців Запоріжжя. Цьому сприяв вихід роману письменника С. Д. Скляренка «Святослав» у 1959 р., встановлення охоронного знаку з відповідним написом на північному урвищі острова у 1972 р., створення діорами «Останній бій Святослава біля Дніпрових порогів» у Музеї історії Запоріжжя у 1985 р. та встановлення пам'ятника Святославу у 2005 р..
У 988 р., імовірно, до Хортиці доплив дерев'яний ідол Перуна, скинутий з капища у Києві за наказом князя Володимира. Про цю подію літопис повідомляє: І приставив Володимир до нього (до ідола Перуна — ред.) людей, сказавши: «Якщо де пристане він, то ви одпихайте його від берега, допоки пороги пройде. Тоді облиште його». І вони вчинили звелене. Коли пустили його і пройшов він крізь пороги, викинув його вітер на рінь, яку й до сьогодні звуть Перунова рінь.
Це місце пов'язував із Хортицею, зокрема, Б. О. Рибаков.

У березні — квітні 1103 р. відбувся переможний похід військ руських князів Святополка Ізяславича та Володимира Всеволодовича на половців. У зв'язку з цією подією Хортиця була вперше згадана у Літописі руському під своєю сучасною назвою: «І рушили вони (руські війська — ред.) на конях і в човнах, і прибули нижче від порогів, і стали в Протолчах і на Хортичім острові. І сіли вони на коней, а піші вої, висівши з човнів, пішли в поле чотири дні, і прийшли на Сутінь (ріка Молочна — ред.)». Наступного разу топонім «Протолчі», пов'язаний з Хортицею, згаданий у контексті походу військ князів Ростислава Юрійовича та Ростислава Романовича взимку 1190—1191 рр.:

І тоді, зібравшись з чорними клобуками, поїхали вони бистро в напад до Протолчів, і тут зайняли багато стад половецьких у лузі у дніпровському.

Нарешті, в описі спільного русько-половецького походу супроти татар у травні 1223 р., читаємо:
І ввійшли вони (руське військо — ред.) в ріку Дніпро, і провели човни вгору до порогів, і стали коло річки Хортиці на броді близ Протолчів.
Сьогодні ряд дослідників пов'язують згадані літописцем Протолчі з великим середньовічним поселенням Х—XIV ст., розташованим біля озера Осокорового у південній частині Хортиці. До створення Каховського водосховища у середині XX ст. поряд знаходився зручний брід через обидва рукави Дніпра. Припускається, що хортицьке та інші поселення у пониззі Дніпра були населені бродниками — спільнотою, відомою з кількох європейських джерел XII—XIII ст..
Дослідники виділяють два періоди існування хортицького поселення. У нижньому, домонгольському шарі пам'ятки, датованому Х—XII ст., досліджені порівняно невеликі прямокутні житла з глинобитними печами у кутку. Матеріальна культура цього часу мала багато спільного з руською. Населення — нащадки аланоболгар та слов'ян-уличів Хозарського каганату, вихідці з Русі та зубожілі, вимушені покинути кочування половці — сповідували, імовірно, християнство. Мешканці харчувалися з рибальства, землеробства, скотарства та полювання, про що, зокрема, свідчать знахідки кісток вівці, кози, бика, коня, свині, тура, свійських та диких птахів, а також собаки й кота. Відсутність укріплень говорить про те, що бродники старалися підтримувати мирні та взаємовигідні стосунки із сусідами — кочовиками й Руссю. З торговельною діяльністю мешканців Хортиці можна пов'язати знахідку амфори XI ст., вимитої з урвища на узбережжі Нового Дніпра у 1948 р. На її тулубі є напис «хрон» чи «хрен».
Верхній шар поселення на озері Осокоровому датується XIII—XIV ст. й належить до часів Золотої Орди. Автори розкопок стверджують, що у 1970-ті рр. ними тут були досліджені дуже великі «дружинні» приміщення площею до 180 м². Серед знахідок — фрагменти чавунних казанів, залізні ножі, кінцівки стріл, підпружні пряжки, уламки глиняного посуду, переважно амфор, а також срібні монети ханів Золотої Орди — Джанібека (1344—1349) та Кільдібека (1361—1363). Розкопані також залишки металургійної майстерні, де знайдено багато шлаків, флюсів, шматків залізної руди, тиглів та шматків печини від розібраних горен. Поряд із неукріпленим поселенням були відкриті залишки невеликого городища ІІ пол. XIV — поч. XV ст., оточеного земляними валами, ровами та дерев'яним палісадом. Тут, зокрема, були розкопані юртоподібні житла та знайдено багато уламків посуду, характерного для золотоординських міст і сіл: амфор, глечиків, тарілок, полив'яних піал, чавунних казанів. Імовірно, у той час, як Нижнє Подніпров'я входило до володінь беклярибека Мамая, у городищі мешкали представники місцевої ординської еліти. Згодом, як припускають дослідники, городище було зруйноване під час погрому Золотої Орди військами самаркандського еміра Тамерлана у 1395—1396 рр. Частина знахідок з верхнього шару поселення може бути датована початком XV ст. Це дало привід припустити, що після того, як у 1397 р. великий князь литовський Вітовт Кейстутович домовився з ординським ханом Тохтамишем про передачу Литві земель між Дніпром та Дністром, на Хортиці була залишена прикордонна литовська залога. З господарською діяльністю мешканців острова пов'язані знахідки на дні Старого Дніпра (у 1984 та 2012 рр.) двох дубових човнів-довбанок, датованих XIV—XV ст.. Існує недостатньо аргументоване припущення про те, що острів Хортиця й «місто» на ньому позначене на карті венеційця Фра Мауро, створеній у 1459 р.. Деякі дослідники припускають, що бродники (мешканці поселень, подібних Хортицькому) могли бути предками запорозьких козаків, а саме згадане поселення — прообразом першої Січі. Сучасний меморіальний комплекс, створений на місці цього поселення, носить українізовану назву «Протовче».
У різних урочищах Хортиці відомі ще шість інших, менших за розміром поселень IX—XIV ст. У балці Наумовій на узбережжі Старого Дніпра досліджено юртоподібне кочівницьке житло XII—XIV ст.. До 1830-х рр. на курганах у середній та південній частині острова стояли три половецькі монументи («кам'яні баби») — два жіночі та один чоловічий.

## Замок князя Д.І.Вишневецького та «Січ на Хортиці»
У 1554 р. колишній староста черкаський та канівський, князь Дмитро Іванович Корибут-Вишневецький отримав від короля польського та великого князя литовського Сигізмунда ІІ Августа особливу посаду «стражника на Дніпрі». Офіційно в його обов'язки входило протидія Москві та попередження козацьких наскоків на Крим. Імовірно, саме тоді Вишневецький почав будівництво свого хортицького замку. Відомо, що у 1556 р. з Вінницького замку на Хортицю (Charticza) було надіслано 50 гаківниць та порох до них.

У 1556 р. люди Вишневецького почали діяти узгоджено з московськими військами, які під проводом дяка Матвія Ржевського прийшли
Днепром под улусы крымские и языков добывати, про царя (хана) проведати.
Восени 1556 р., на Покрову, вони вирушили до кримських прикордонних фортець і, як повідомляє московський Мазуринський літопис,
Тогда и князь Дмитрий Вишневецкий прииде служити к государю (Івану Грозному). И повелением государевым шед, у Крымскова царя взял град Ислам-Кирмень, и люди побил, и пушки вывез к себе на Днепр в свой град.
У помсту за це на початку 1557 р.
…царь Крымской Давлет-Киреи с сыном и со всеми людьми Крымскими приходил под его город на Хордецкои остров и приступал двадцать четыре дни, и Божим милосердием и царя и государя великого князя именем и счастием от царя отбился и побил у царя многих людей лутчих, и пошел царь от него с великим соромом.
Але вже, імовірно, влітку 1557 р., написав:
…ис Черкас да ис Канева к царю и великому князю князь Дмитрей Ивановичь Вишневецкий, что он з Днепра с Хортицкого острова пошел, потому что корму не стало у него, и казаки от него розошлися, а царь Крымьской пошел на его город да Турьского (султана) люди многие в судех да Волохи, и он за кормом не сел в городе, а пришед, засел Черкасы и Каневы.
Ці свідчення доповнює напис на карті «Точний опис Великого Князівства Литовського…» 1613 р.:ортиця. Це — місце біля Бористену. Тут колись Дмитро Вишневецький, герой, уславлений старовинністю роду й ратними трудами, спорудив для себе базове укріплення, а (зовнішню) половину цього місця, захищеного самою природою, оточив стіною, щоб мати змогу довше стримувати наступ сил князя, інакше — хана Перекопу та всієї його орди, аж доки Вишневецький, позбувшись унаслідок тривалої облоги потрібних харчових запасів, мусив поїсти коней, а потім, спустившись на човни, подолати пороги й вивести неушкодженими всіх своїх людей до Черкас. Дещо по іншому висвітлює ті події перемишлянський хорунжий Миколай Тарло. У своєму листі до прусського герцога Альбрехта від 31 серпня 1557 р. він пише:
Дмитро Вишневецький порожнім залишив укріплення це, Хортицею назване, яке ворог, що підійшов великими силами (бо Турки та Татари достатнє військо з гарматами туди надіслали), знайшовши (укріплення це) порожнім від захисників, зруйнованим та спаленим, покинув та залишив. Він справді гармати і все майно, яке там (на Хортиці) зібрав, частково у воді втопив, частково з собою увіз і інше укріплення, 10 милями ближче розташоване до замків Королівства та Князівства Литовського, укріплювати починає.
На початку 1558 р. князь Д. І. Вишневецький із військом ходив на Крим, а після цього, навесні, як повідомляє Ніконовський літопис,
…пришел на Хортинской остров, дал Бог, с всеми людми здорово и тут дождался Диака Ржевского с суды и встретил Диака выше порогов и кошь з запасы оставил выше порогов на Манастырском острове.

Хортиця, як місце розташування замку Д. І. Вишневецького, згадується у кількох пізніших джерелах. Так, Бартош Папроцький, автор праці «Герби лицарства польського», розповідаючи про подорож на Запорожжя шляхтича Самійла Зборовського у 1579 р., пише:
…Там недалеко є замок Хортиця, котрий був Вишневецький поставив; під ним не могли йти галери.
Станіслав Сарницький, автор «Опису давньої та нової Польщі» (1585 р.), повідомляє:
Острів (Хортиця — ред.) у руслі Борисфену, славного героя Вишневецького військове господарство. Там бо осідок та опорний пункт свій міцний заклав.
Це підтверджує історик Йоахім Бельський у своїй «Хроніці польській Мартина Бєльського» (1597 р.):
Неподалік є й інший острів, котрий зветься Хортиця, на якому Вишневецький перед тим мешкав і татарам на великій перешкоді був, так що за нього не сміли вони так часто до нас удиратися.
Шимон Старовольський у праці «Лицарство польське» 1628 р. прямо називає Хортицю островом Вишневецьким. Мартин Пашковський у своїй поемі «Історії турецькі та змагання козацькі з татарами», присвяченій подіям 1590—1591 рр. та виданій у 1615 р., називає Хортицю серед кількох урочищ, де знаходяться козацькі табори:
А якщо хочемо знати, де перебувають козаки в певні часи і де спочивають — у Шабельниковій Вітці, або на Зборовського, або на Ружинського станах зимують. Навесні, оскільки ж бо швидко води великі встають, тоді до Чортомлика звідти втікають або до Базавлука. А здобич свою і коні на Томаківці мають, бо там бої не бувають. Звідти ж, коли робацтво (риби — ред.) встає — відходять на літо у свої звичайні краї — до Хортиці, на скелю велику….
З часом в уяві самих запорозьких козаків замок Д. І. Вишневецького, імовірно, трансформувався у легендарну «Хортицьку Січ», про що свідчить, зокрема, фрагмент з народної думи «Розмова Дніпра з Дунаєм»: «…Городы бусурменски плюндрували, Огнем, мечем воевали.
Серебра-злата по достатках набирали, До речки Хортеци прибували, Велику переправу соби мали, До стародавной Сечи поспешали, У стародавной Сечи очертою седали, Серебро и злато турецке на три части паювали…».

Козацькі перекази про «Хортицьку Січ» були використані Семеном Мишецьким, який у своїй «Истории о козаках запорожских» (1740-ві рр.) писав:
Против оных трех рек Хортиц, в реке Днепре, имеется великий остров, называемый Хортиц, на котором издревле была Запорожская Сечь.
У свою чергу, працею Мишецького користувалися кілька пізніших авторів XVIII ст., й серед них — академік Г. Ф. Міллер. У популярному збірнику «Сочинения и переводы к пользе и увеселению служащие» (1760 р.) він писав:
Ниже оных порогов находится на Днепре остров длиною 12, а шириною на две версты, называемый Хортицы или Хортицкий остров… На сем острове имели запорожские козаки первую свою Сечь, откуда, кажется, произошла погрешность, всеми почти писателями принятая, будто бы Сечь запорожских козаков завсегда бывает на островах реки Днепра.
Вищезгаданими творами користувався письменник М. В. Гоголь при написанні своєї повісті «Тарас Бульба» (1835 та 1842 рр.), де зображено Січ на Хортиці. Захоплений майстерністю гоголівського слова, у липні — серпні 1843 р. Хортицю відвідав 29-річний Т. Г. Шевченко, який замість валів козацької твердині побачив там городи колоністів-менонітів. «І на Січі мудрий німець картопельку садить» — написав він у вірші «І мертвим, і живим…» (1845). Надзвичайний талант М. В. Гоголя та величезний авторитет Т. Г. Шевченка вже у XIX ст. спричинилися до вкорінення у суспільстві сталого архетипу — «Січ на Хортиці». Зрозуміти — де ж саме «на Хортиці» знаходилося козацьке укріплення Д. І. Вишневецького, допоміг щоденник дипломата Священної Римської Імперії Еріха Лясоти, який їздив на Запорожжя у 1594 р. для укладання антитурецького союзу з козаками. Свідчення про Хортицю датовані 7 червня того року:
…Звідси до Хортиці (Chorticze), красивого, високого, великого і веселого острова в дві милі завдовжки, який розділяє Дніпро на дві рівні частини, 0,5 милі. Тут лишилися на ніч. На цьому острові козаки звичайно тримають узимку своїх коней". Наступного разу Лясота відвідав Хортицю на зворотньому шляху з Запорожжя: «4 липня… А нижче Малої Хортиці, також острова, тут же зовсім близько (там стояв замок, років тридцять тому назад збудований Вишневецьким, а турками й татарами в свою чергу зруйнований) ми причалили до берега. Біля цього острова течуть до Дніпра з руської сторони три невеликі річки, всі називаються Хортицями, і звідси обидва острови отримали назву.
Отже, замок Вишневецького знаходився не на Великій, а на Малій Хортиці. Я. П. Новицький ототожнив з островом Мала Хортиця Еріха Лясоти великий трикутний простір, обмежений Старим Дніпром та двома річищами Верхньої Хортиці. Д. І. Яворницький прийняв за залишки замку Д. І. Вишневецького земляні укріплення, розташовані на маленькому острівці Канцерівському у Старому Дніпрі. Це припущення було підтверджене археологічними розкопками кін. XX — поч. XXI ст.

## У XVII— поч. XVIII ст
У XVII ст. Хортиця все більше привертала увагу картографів різних країн, як пункт на стратегічному Дніпровському шляху. Острів, зокрема, згаданий у „Книзі Великому Кресленню“, складеній 1627 р. у московському Розрядному приказі (аналог міністерства оборони): „А ниже Вольного (порогу — ред.) миля остров Хортица. А ниже Хортицы порог Белекова Забора“.

Видатний французький інженер та картограф Гійом Левассер де Боплан, який бував на Запорожжі у 1630-ті рр., писав про Хортицю:
За півмилі нижче (Кічкаського перевозу — ред.) починається острів Хортиця. Та оскільки далі цих місць я не мандрував, то розповім вам лише те, що я дізнався з чужих оповідань, хоча не приймав усіх їх за чисту монету. Кажуть, що острів має велике значення тим, що він стоїть високо і майже повністю оточений високими скелями, а отже, малодоступний. Острів має дві милі завдовжки і півмилі завширшки, особливо в верхній своїй частині, бо до заходу він звужується і понижується. Його не затоплюють весняні повені, багато тут росте дубів; острів був би дуже добрим місцем для будування осель, тут можна було б попереджувати про набіги татар. Нижче цього острова русло річки дуже розширюється.
Хортиця показана на кількох бопланових картах, зокрема, на карті „Частина річки Борисфена від фортеці Кодак аж до острова Хортиці разом з тринадцятьма скелястими перешкодами, названими в народі Порогами (латиною Limina)“ виданій у 1652 р. Відповідно до цього документа Хортиця перебувала тоді у складі Київського воєводства Речі Посполитої й була оточена Дикими Полями.

Історик XVIII ст. С. І. Мишецький повідомляє про перебування на Хортиці козацького гетьмана П. К. Сагайдачного, помиляючись, однак, у датуванні подій:
А потом, как Поляки шли на Россию войной в 1630 году, тогда Запорожские Козаки были под Польшею, и един Запорожской воин, прозываемой Сагайдачный, на оном острове построил фортецию, а по их званию окоп.
Інших свідчень про цей факт, окрім роботи Мишецького, нам не відомо. Тим не менше, історик Г. І. Спаський додає до них певні подробиці:
В начале XVII столетия гетман Сагайдачный приказал жилища их обвести земляным окопом и деревянным тыном или засекою, от чего, может быть, получило тогда это укрепление и название Сечи…
Проте, звідки Спаський взяв ці свідчення, невідомо. Пан Семенов, автор лубочної „Истории Малороссии“, як назвав її Д. І. Яворницький, стверджував, що ще до того, у ІІ пол. XVI ст. на Хортиці зводив укріплення козацький ватажок Яків Шах. Це також не підкріплене жодним історичним документом. Незважаючи на це, твердження про перебування на острові Я. Шаха, а також М. Жмайла, Т. Федоровича і Б. Хмельницького не тільки тиражуються у сучасній популярній літературі, а й потрапляють до наукових видань. У вересні — жовтні 1647 р., коли Річ Посполита готувалася до великої війни з Кримським Ханством, відбулася експедиція у Дикі Поля кількатисячного військового загону на чолі з князем Яремою Вишневецьким. Загін дійшов до Кічкаського перевозу. Учасник експедиції, шляхтич Богуслав Машкевич, писав:
На відстані кількох миль далі останнього порогу, тобто Вільного, є острів посередині Дніпра в одну милю довжини, порослий густим дубовим лісом; тут завжди знаходиться козацький гарнізон для попередження татарських наскоків; острів цей зветься Хортицею. Вище Хортиці знаходиться урочище, зване Кічкасово, проти якого князь наказав скласти високий курган з каменю на вічну пам'ять нащадкам, бо до нього жоден пан з нашого народу не заходив так далеко у степ у цьому напрямі.
Експедиція Яреми Вишневецького у Нижнє Подніпров'я могла бути пов'язана, зокрема, і з тим, що князь готувався отримати у володіння від короля польського Владислава IV великі обсяги тамтешніх земель. Про це йдеться у „королівському наданні“, датованому кінцем лютого 1648 р.:
…замислили ми Хортицю, острів на Дніпрі, що у воєводстві Київському пусто лежить, з обома берегами Дніпра, від останнього порогу почавши, з річками, що плинуть під нього, також річками |Томаківкою та іншими, що впадають у Дніпро аж до Тавані, і з тими полями, котрі прилеглі до тих річок та урочищ, і тими, що в них містяться, луками, пашами, лісами, борами, гаями, деревами бортними, озерами і також усіма, котрі могли б вимислитися пожитками… дати і приєднати ленним вічним правом означеному вельможному Яремі князю…
Втіленню планів Яреми Вишневецького перешкодив початок Національно-визвольної війни під проводом Богдана Хмельницького. У сучасній популярній літературі існує твердження про те, що одне з перших бойових зіткнень тої війни відбулося у січні 1648 р. саме на Хортиці, або „у районі Хортиці“. Автором цього твердження є радянський історик В. О. Голобуцький. В одній зі своїх робіт він повідомляє про вищезгадану подію, посилаючись на щоденник шляхтича Богуслава Машкевича. Проте, насправді у цьому документі (принаймні в тому його виданні, на яке посилається В. А. Голобуцький) згадка про будь-який бій на острові Хортиці у січні 1648 р. відсутня.

У ІІ пол. XVII ст. острів зберігав велике стратегічне значення. Про це свідчать наміри турків збудувати на Хортиці фортецю. 10 квітня 1677 р. Петро Дорошенко повідомляв московському царю Федору Олексійовичу:
Турки же хотят город делати у Хортиц, от Сечи Хортица на низ ходу до ней 3 дни, от того урочища Хортицы еще ходу день урочище до Кучкас, и там город конечно мыслят зделать, для того, что на том месте зело узок Днепр; и как там зделают городок, то ни в свою землю казаков и посулов брать не пустят.
Та незабаром турки відмовилися від цих планів, про що йдеться у листі чигиринського полковника Григорія Карпова від 12 липня того ж року:
А в Кадаке де и на Хартице наперед сего Турки хотели учинить крепости и посадить в них своих людей, а ныне учнут ли делать, того он не ведает; толко де чаят, что делать не будут, потому что учнут промысел чинить над Чигириным и над Киевым, и крепостей де им делать будет неколи.
У 1697 р. „острів Хортицький“ увійшов до „Реєстру річок і прикмет, які лишаються з обох боків річки Дніпра…“, як важливий пункт на шляху армій під час Азово-Дніпровських походів.
У 1667 р., за умовами Андрусівського перемир'я між Москвою та Річчю Посполитою, Запорожжя, і Хортиця зокрема, опинилося під владою двох держав одночасно, проте, „Вічний мир“, укладений у 1686 р., закріпив ці землі за Москвою. У 1711 р., за умовами Прутської угоди, вони опинилися під протекторатом Кримського ханства.
На жаль, у наш час на Хортиці поки не відомо археологічних пам'яток кін. XVI — поч. XVIII ст. Однак, є свідчення про те, що речі, які можуть бути датовані тим часом, випадково знаходили у XIX ст. місцеві мешканці. Так, Я. П. Новицький повідомляв про „гроші, срібні та мідні, часів Сигізмунда, Іоанна Грозного та інших“. За словами вчителя острів-хортицької школи, меноніта Якупа Куппа, у балці Велика Вербова він особисто знаходив кривий кинджал, довгу рушницю та іржаву кольчугу, а в балці Куца — кілька старовинних монет. Між ними були схожі на риб'ячу луску (тобто московські, допетровських часів), у тому числі й з написом „царь Борис“ (тобто, кін. XVI — поч. XVII ст.). Траплялися монети з написами „не російською та не німецькою мовою“, з зображенням трьох левів, портретами правителів та людини на коні. У саду колоніста Я. Вібе знайшли дві гармати — мідну й залізну.

## Під час Російсько-турецької війни 1735—1739 рр
Під час чергової російсько-турецької війни 1735—1739 рр. Хортицю було перетворено на потужну базу російської армії. У тодішніх документах вона отримала назву „Хортицкий ретраншемент“, „Великохортицкий шанець“ та „Хортицкий остров“. У 1736 р. на острові була зведена перша лінія земляних укріплень, що складалася з чотирьох квадратних редутів, поєднаних валами та ровами. Вона перетинала середню частину острова від балки Шанцевої до балки Широкої. У наступному, 1737 р., кораблі Дніпровської флотилії, що прямували для участі у штурмі турецького міста Ачі-Кале (Очаків), були дуже пошкоджені й затримані під час проходження Дніпровських порогів. Тому нове місце для будування та ремонту кораблів „ниже днепровских порогов… приискано на острове, именуемом Вышних Хортиц, лежащем ниже порогов в 10 верстах, на котором лежащий пост занят и ретраншамент заложен (у жовтні 1737 р. — ред.) и команда оставлена… И то место… назначено именовать Запорожскою верфью…“ (інші назви — „Нижнепорожская“ або „Хортицкая верфь“. У вересні 1738 р. була зведена лінія укріплень, яка півколом оточувала велику ділянку на правому березі Старого Дніпра, захищаючи із заходу Запорозьку верф.
Весною 1738 р. на захоплений росіянами Очаків із Валощини розповсюдилася епідемія чуми, яка незабаром була занесена далі на північ. Через це у серпні-вересні російські війська були вимушені зруйнувати й покинути Очаків, Кінбурн та інші укріплені пункти у пониззі Дніпра, а Дніпровська флотилія перебазувалася на Хортицю. За донесенням контр-адмірала В. О. Дмітрієва-Мамонова вже на початку вересня 1738 р. на 347 кораблях, що знаходилися біля Хортиці рахувалося лише 929 дужих служителів (тобто тільки по двоє-троє на одне судно — ред.). У зв'язку з прибуттям флоту на острові розгорнулося будівництво нових укріплень. У 1738 р. з'явилися: лінія з 7 редутів упоперек Хортиці, від скелі Вошивої на Новому Дніпрі; лінія з 4 редутів біля східної частини північного краю Хортиці; 2 редути на змитому у XIX ст. о. Малий Дубовий у Новому Дніпрі. У 1739 р. були зведені: лінія з 10 редутів від балки Музичиної до балки Каракайки; лінія з трьох редутів уздовж правого берега Старого Дніпра аж до урочища Царська Пристань. Всі редути Хортицького ретраншементу були пов'язані між собою земляними валами й ровами та дерев'яними рогатками.

Всередині укріплень були збудовані до 400—450 різних приміщень: причали, склади будівельних матеріалів, помешкання для морських команд, солдатських екіпажів і робітників тощо. Умови перебування гарнізону були вкрай важкими: не було елементарних засобів боротьби з інфекцією, тисячі хворих людей погано харчувалися і важко працювали.
И великое благодарение можно богу воздать, что так осень продолжилась без великой стужи: ежели бы ранее зима пришла, то б подлежало всем умирать, ибо в далном разстоянии замерзли, правианту малое число, да и от неприятеля подлежало быть страху великому.
— писав контрадмірал Я. С. Барш. Чума завдала Дніпровській флотилії та військам нищівного удару. 24 травня 1738 р., заразившись на Хортиці, у районі Очакова помер віцеадмірал Н. Я. Сенявін.
Февраля 11 (1739) незапно и скоропостижно контр-адмирал Мамонов, жалуяся головою и сидя за столом обедав, ударив в голову рукою, охнул и умер, которой и свидетельствован, но токмо опасной болезни у него не обыскалось. И погребен на Хортицком острову и с церемониею.
Під час зимівлі 1738—1739 рр. на території ретраншементу померло 509 військовослужбовців, тобто щодня помирало не менше п'яти людей. На острові залишилося до 14 кладовищ того часу.

Через хвороби, виснаження й смертність було абсолютно недостатньо людей, які б слідкували за кораблями флотилії. Вже під час потужного весняного льодоходу 1739 р. виявилася непридатність острова Хортиці для розміщення біля нього великої Корабельні й значної кількості суден:
…по самой крайней нужде Хортицкий остров избран за удобный, что оный к порогам ближе и полая вода его не потопляет, и судам тамо расположиться пространнее, но и при оном в осень и весною от льда закрытия не имеется и суда вредить может. И на нем для элингов высоких мест за каменными берегами разрывать невозможно, а на низких делать за прибылою водою неудобно, которыми суда из воды вытаскивать уже по брусьям и по доскам, и в том самая невозможность от безлюдства… И в безлюдстве морская команда и суда приходят в вяшую худость, а паче быстротою реки выдирается из оных конопать и весьма текут, что и уливаться водою не можно, отчего ежедневно при Хортице затопают судна по 2 и по 3.
В наш час затоплені судна Дніпровської флотилії вивчаються археологами Національного заповідника „Хортиця“. З дна ріки вже піднято й реставрується козацький „новоманерний“ човен, запорозький дуб, бригантина, дубельшлюпка, деталі інших суден, велика колекція якорів, вогнепальної та холодної зброї, безліч інших предметів. Знахідки, виставлені в реставраційному ангарі на о. Хортиця, викликають великий інтерес.

У середині липня 1739 р. безпосередньо біля Хортиці (імовірно, у лівобережному урочищі Сагайдачне — ред.) запорожцями був убитий кошовий отаман Яків Тукало, про що повідомляє контр-адмірал Я. С. Барш:
Июля в половине пришло запорожское войско, которое идет на помощь генералу-фелтьмаршалу Фонлессию (фон Лассі) и по обещанию генерала-фельтьмаршала Фонминиха (фон Мініха) требовано от генерала-маэора Браткина (фон Братке) подъемных денег, с чем бы им иттить возможно было к армии, а оных было до 3000. Генерал-маэор Браткин, не имея денег, заимообразно от меня требовал, понеже у меня денежная сумма имелась, которому 1200 руб. и отдано, и он тем казакам те денги отдал, и переправляли их на байдаках чрез Днепр с Хортицкаго острова. И как оные переправились, зделалось несогласие о разделении денег, кашеваго своего убили и выбрали другово, которой у них был есаул кашевым. А того убитаго тело, положа в гроб, и отослали для погребения в Сечю.

Після закінчення війни, у середині березня 1740 р.,
…пошли полки по партиям с Хортитцкаго острова. Генерал-маэор Браткин, имея команду лантмилицкую, во всех постах ево ведения до 700 человек, и полки так были безлюдны, что под знаменами редовых и с ундер-афицеры было человек по 40 и по 50. А по объявлению генерала-лейтенанта Фонштофеля во всю бытность в Ачакове и на Хортицком острове умерших в полках, и с лантмилицкими счисляя, до 28.000 человек, кроме запорожских донских казаков и приезжающих маркитентеров, о которых и счисления не было.
Судна Дніпровської флотилії, що стояли на той момент біля Хортиці, були там залишені через неможливість доправити їх за пороги уверх за течією. Усі вони поступово затонули або були розібрані на будматеріали та паливо.

## Період Нової Січі (1734—1775)

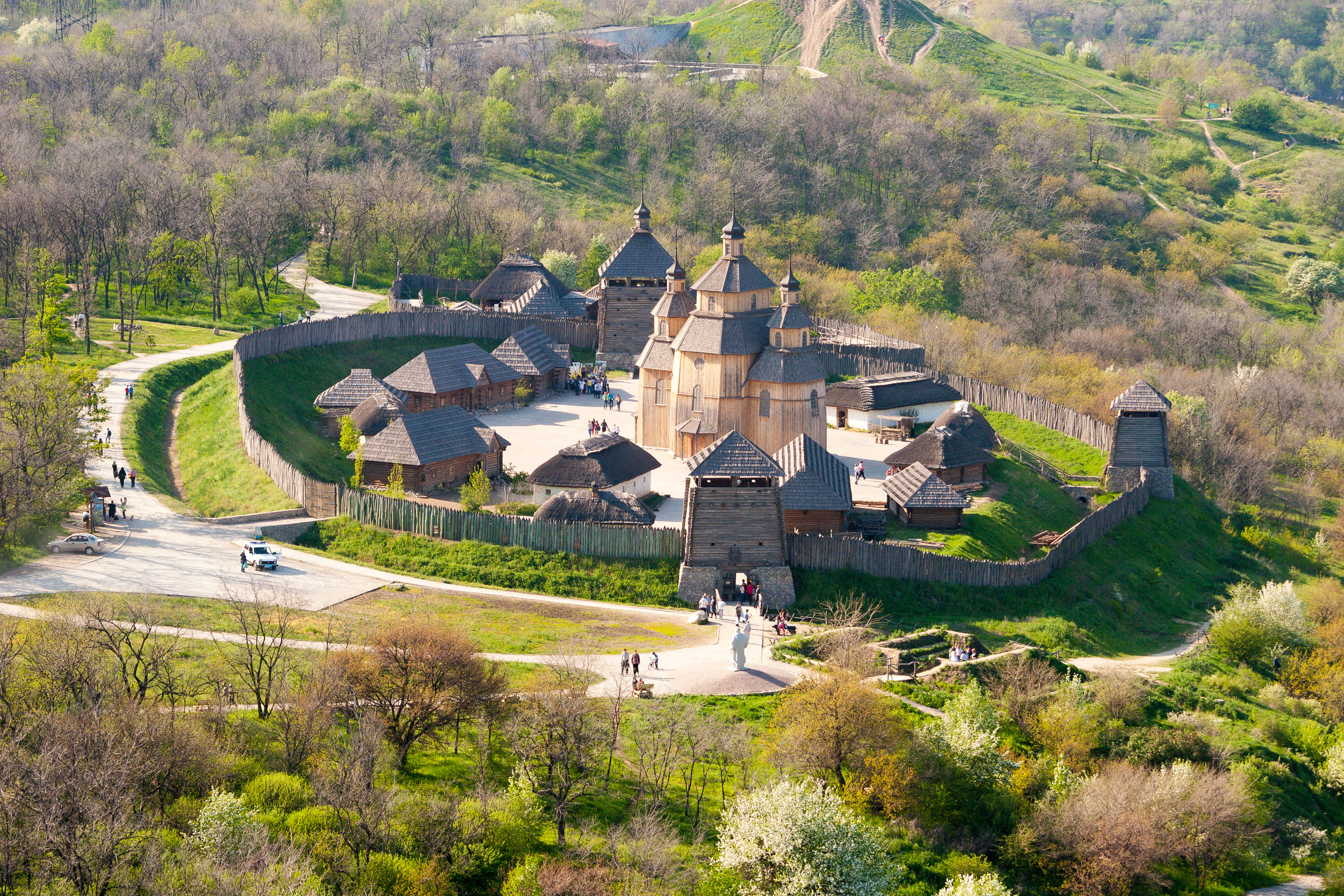
Січ з висоти польоту

За часів Нової Січі Хортиця знаходилася в межах Самарської паланки Війська Запорозького. Укріплення Хортицького ретраншементу функціювали якийсь час після закінчення війни з турками, про що свідчить розпорядження Військової колегії від 22 березня 1749 р.: 
…ретраншементы: Хортицкой, Малышевской, Ненасытецкой (…) во всем в доброе и оборонительно состояние приводить…». З листа, датованого 1747 р. випливає, що на острові діяв і військовий склад-магазин: "…И на показанной 746 год означенное число круп, шестьдесят две четверти четыре четверика изволите требовать, как и прежде было определено, и с помянутого хортицкого магазеина от находящегося в Каменском ретранжементе порутчика, в котораго тот магазеин команде имеется, Мухоротова, а более по способности, как и выше объявлено, осигновать неоткуда. 
Кинуті після війни на Хортицькому ретраншементі матеріали використовувалися Військом Запорозьким для своїх потреб: 
В Хортицком ретранжементе и в других по Днепру состоящих крепостях з розбитых же судов и протчих материалов лому, железа задоволность имеется, з которого и нам, Войску Вашего императорского величества, для окончания устояемых при церквах Божиих пределов пожаловать всеподданейше просим (з чолобитної 1746 р.). 
Імовірно, саме бажаючи оглянути ретраншемент, у жовтні 1765 р. «на Хортицкой остров, полюбопітствовать» завітав новоросійський губернатор Г. М. Ісаков. Ця обставина здалася запорожцям настільки важливою, що про неї листом було повідомлено кошового отамана П. І. Калнищевського, що знаходився тоді по справах у Петербурзі. У середині XVIII ст. на острові, імовірно, поряд з поромним перевозом, діяв шинок. Про це свідчить протокол допиту грабіжника Т. Крутя від 14 січня 1756 р.: 
Представленный в пушкарню вор куреня Левушковского Трохим Круть показал: …и между собою подуванили (поділили — ред.)… на пятеро и разошлись каждый во свое место. А он, Круть, те коне шинкару куринному сергеевскому Петру в острове Хортицком пропил.
Втративши своє колишнє стратегічне значення, Хортиця використовувалася козаками в господарчих цілях. Тут, як і всюди на Запорожжі, виникло чимало зимівників. У «Топографічному описі…» 1774 р. читаємо: 
…а пред сего и первое — Хортицкий остров на Дніпрі, примечания достоин потому, что более всех имеющихся на сей реке островов и до 12 верст в длину продолжился, да и равняется высотою с обеими надбережью той реки горами, и местами каменной берег, также небольшой лес и селение имеет…

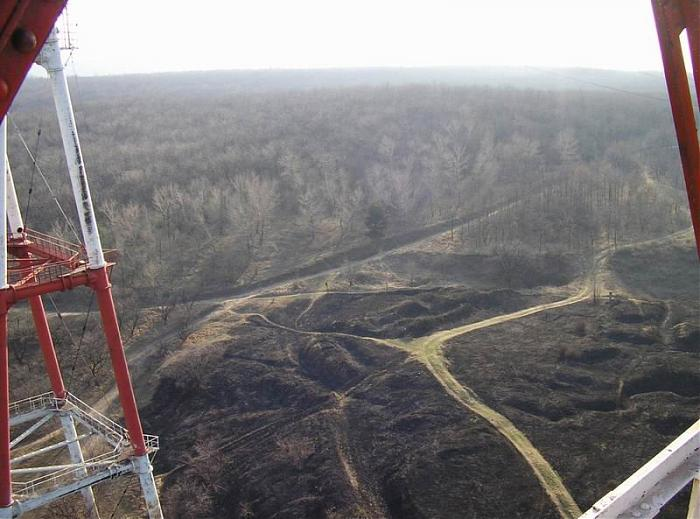
Совутина балка

У балці Велика Молодняга на узбережжі Нового Дніпра археологами були досліджені залишки зимівника. Він складався з житла та двох господарчих споруд, одна з яких була селитроварнею. Житло двокамерне, із заглибленою в ґрунт глиняною долівкою та стінами каркасно-стовпової конструкції, обмазаними глиною.
Велика кількість хортицьких топонімів походить від імен та прізвищ місцевих мешканців-запорожців часів Нової Січі: балки Чавунова (Чавун), Совутина (Совута, іменем якого названа також скеля), Башмачка (Башмак), Костина (Костя), Громушина (Громуха), Наумова (Наум), Музичина (Музика), Кайдацька балка на правому березі Дніпра (Кайдак), скелі Каракайка (Каракай), Гавунівська (Гавун), Думна (Дума), острови Канцерівський (Канцира-Гурченко) та Розстебин (Розстеба), озеро Головківське (Головко). Крім того, у переказах згадуються гайдамацький ватажок Гаркуша, кишло якого було в балці Широкій, запорожці Шевці, Довгалі, Кучугура (у балці Бабурці та на Хортиці), Сагайдак, Хоз, Шут (в урочищі Сагайдачному на лівому березі Дніпра). Більшість цих козаків займалися риболовлею та скотарством.

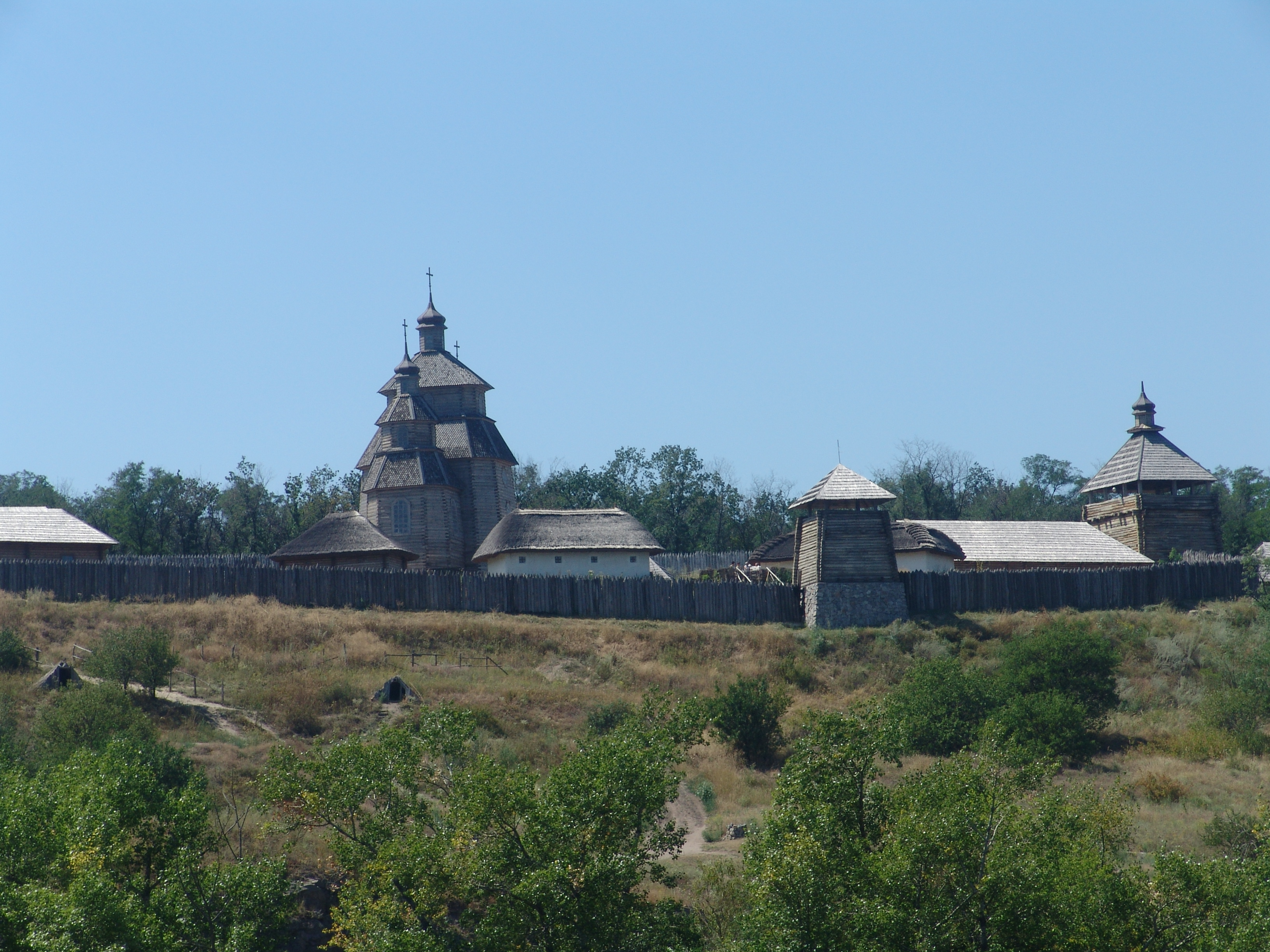
Запорізька Січ

З козаками Нової Січі пов'язані уявлення про Хортицю, як особливу, сакральну територію, та численні перекази про скарби, заховані на острові. Один з таких переказів записаний етнографом Новицьким у 1884 р. від 95-річного діда Василя Нагірного з м. Олександрівськ:
На Хортицькім острові багато кладів, тільки всі вони закляті. Діди було розказують, що через ті клади заклята і вся земля на острові. Колись, кажуть, грамотний чоловік взяв Євангеліє і вночи хотів перейти острів. Тіки й він зійшов на гору, — Євангелія й випала з рук; він підняв — вона опять випала… Став творить молитву, а козеня з-під куща «меке-ке-ке-еее!», — та дідові на шию і сіло верхом… Далі козеня зскочило, а ззаду єго хтось лозиною як шмарне, як шморгне, — та по ухах, та по ухах. Гнало та шмогало, насилу дід влучив до каюка… Стрибнув той дід в каюк і помахав веслом додому. На другий день пішов він шукать Євангелію, аж вона пошматана на кусочки.
"Запорозьким", тобто пов'язаним з козаками, вважався й давній «Красний дуб» поряд з балкою Шанцевою, під яким теж був запорозький скарб.
У 1767 році на Хортиці було встановлено один з 20 козацьких бекетів (сторожових постів) для спостереження за діями ногайців Кримського ханства. Взимку 1772 р., під час чергової Російсько-турецької війни, на острові був встановлений пост «при полковнику Ивану Бабуре и двоих старшинах 200 человека рядовых казаков пароконных».

## У володінні князя Григорія Потьомкіна

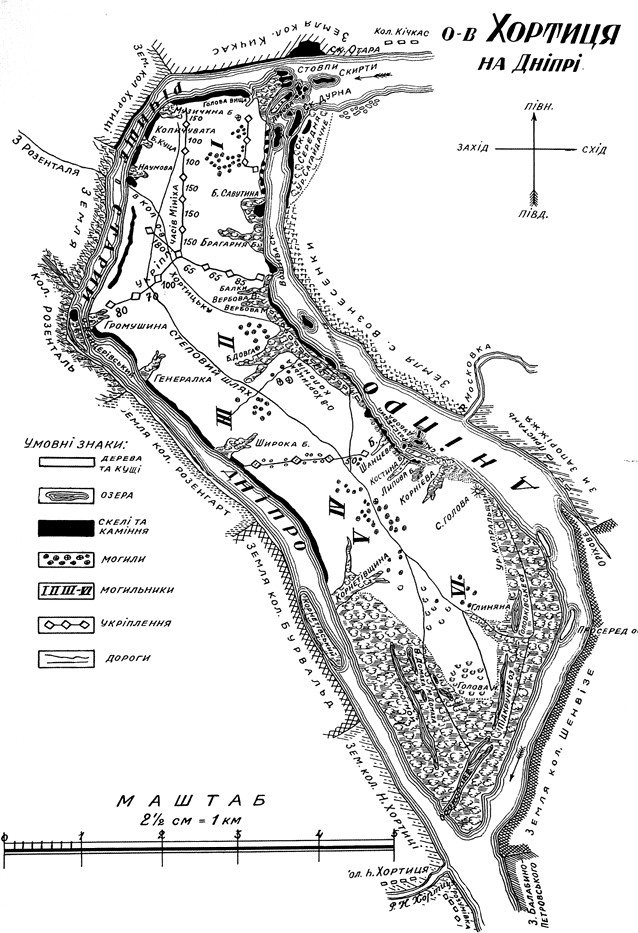
Карта острова Хортиця Якова Новицького

Після знищення Запорозької Січі (1775) Хортиця була віддана у рангову дачу князю Потьомкіну-Таврійському. Адміністративно острів тоді належав до новоутвореного Слов'янського повіту Новоросійської губернії. Під час своєї подорожі до Херсона у 1781—1782 рр. академік Василь Зуєв писав про Хортицю:
За три версты от Кичкаса переехали мы речку Хортиц (тобто Верхню Хортицю), славную по имеющемуся против устья ея особливой от всех прочих величины острову того же имяни, на котором князь Григорий Александрович Потемкин особое для разведения и украшения прилагает старание.
Відповідно до народних переказів, записаних Новицьким та Яворницьким наприкінці XIX ст., по велінню князя на Хортиці був закладений великий сад, де росли яблуні, кислиці, груші, вишні й особливо багато терену. Цей сад, який називали «Потьомкінським» або «Царським», знаходився у підвищеній південно-східній частині острова, біля великого кургану, який також отримав назву «Потьомкінського». На кургані, або біля нього Потьомкін, начебто, хотів збудувати палац. Від саду через весь острів до поромної переправи через Старий Дніпро була проведена «поштова» дорога, обсаджена алеєю. Крім того, князь планував з'єднати Хортицю з берегами Дніпра двома мостами. «Потьомкінський» сад охоронявся старим капралом. Від нього отримала назву балка Капралка на узбережжі Нового Дніпра у південній частині острова, хортицьке урочище Капральщина, та нині не існуючий малий піщаний острів Капральський Просеред у тому ж Новому Дніпрі. Коли капрал помер, багато садових дерев були викопані місцевими жителями для своїх потреб.
Відповідно до «Плану снятому на реке Днепре Хортицкому острову…» у 1780-ті рр. на узбережжі Нового Дніпра знаходилися вісім козацьких зимівників: «зимовник Кравцов», Івана Чорана, Федора Шлепки, Івана Івахи, Василя Книшенка, Семена Кравця, Івана Шевця та Степана Вергерки. Крім того, на плані показані рілля, «место для деревни», «место для винограду и фруктовых деревьев», «место для саду» та «для огороду».
Архівні документи Олександрівського Покровського собору свідчать, що у 1784 р. у правобережній у слободі Новогригорівка (згодом — Хортиця, Верхня Хортиця), яка тоді належала Потьомкіну, була побудована церква й утворений новий приход. До нього були зараховані й піддані князя, жителі острова Хортиці в кількості чотирьох родин.
На узбережжі Нового Дніпра, у районі сучасної вулиці Наукове Містечко Потьомкін хотів заснувати великий «сад», або парк англійського, пейзажного типу, про що свідчить «План саду на Хортицком острове Светлейшаго князя Григория Александровича Потемкина с показанием на оном разного строения». У цьому «саду» передбачалося звести «будинок», який за розмірами та плануванням нагадує палац у стилі класицизм, пам'ятник Катерині ІІ, та різні паркові споруди: «турецький дім», «ротонда», «храм Ніки», «піраміда», «грецький», «доричний», «іонічний», «тосканський» храми, «обеліск». Однак, чергова війна з Туреччиною, розпочата 1787 року, відволікла князя від реалізації хортицьких планів. Вже 1789-го він передав острів скарбниці, а 1790-го сюди прибули колоністи-меноніти. Своє поселення — село Острів Хортиця, вони заснували саме на місці запланованого князем саду. Проте, нові мешканці не помітили ніяких слідів того, що створення саду було розпочате.

## Менонітське село Острів Хортиця

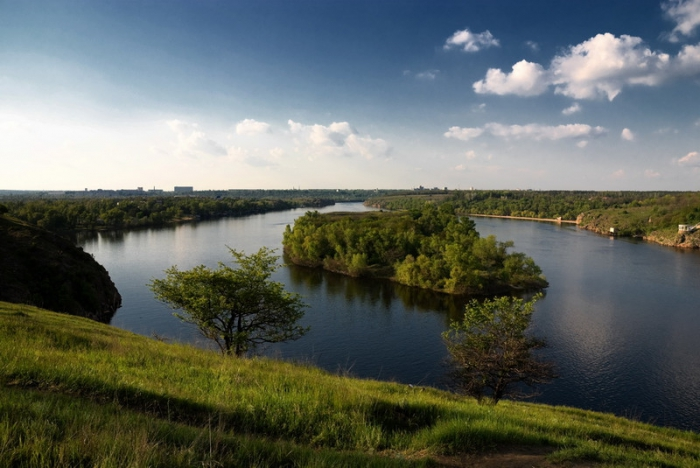
Мала Хортиця.

Влітку 1789 року у Хортицьке урочище за запрошенням уряду Російської імперії прибули перші 34 родини колоністів-менонітів із Західної Пруссії (регіон Данцига та Марієнвердера на Нижній Віслі). У складі Катеринославського повіту Катеринославської губернії ними була заснована Хортицька колонія (або Колонія Хортиця, «Стара колонія»), центром якої стало село Хортиця на р. Верхня Хортиця. У 1790 р. на острові 18 родинами було засноване однойменне село — Острів Хортиця (нім. Insel Chortitz). Серед засновників була й родина Якоба Хьоппнера (1748—1826) — одного з депутатів, який першим приїжджав на оглядини Хортицького урочища. Село мало неофіційну назву Kampe — німецькою літературною мовою, або de Kaump — на діалекті платдойч, який був розмовною мовою меннонітів. Назва Kampe (de Kaump) перекладається, як «табір» та пояснюється тим, що на Хортиці було багато давніх укріплень.
У найперший день свого перебування на Хортиці меноніти зупинилися на відпочинок у балці Музичиній. Тут вони зустрілися із запорозьким козаком Матвієм Шутом, відомим також, як Дворяненко, який тоді жив в урочищі Кічкас на правому боці Дніпра. За спогадами менонітів, коли на Хортицю прибула перша їхня партія, на острів, познайомитися з Хьоппнером, завітав козак Іван Бабура, що жив тоді недалеко від Дніпра, на р. Середня Хортиця. Наступного дня Бабура надіслав Хьоппнеру в подарунок по парі гусей, качок та курок.

Біля плавневого озера Домаха Хьоппнер побачив покинуту козацьку хату:
Хата небольшая была, из тесаннаго дерева, с маленькими окнами со ставнями; внутри стоял большой дубовый стол, на средине которого вырезано было распятие Христа, а на одном из углов просверлена дырка, в которую, видно, вставлялась свеча; кроме стола в хате были еще печь и лавы; с наружной стороны, вокруг хаты, разбросаны были тряпки, валялись черепья от посуды и насыпаны были кучи золы.
У перші часи перебування на острові меноніти іноді зазнавали нападів місцевих розбійників-лугарів, про що також збереглися перекази. Ця обставина змусила колоністів селитися не окремими хуторами, як у Пруссії, а цілими селами.
Село Острів Хортиця розташовувалося на узбережжі Нового Дніпра, від гирла балки Мала Вербова на півночі до південної околиці сучасного селища Садівників на півдні. На північній околиці села знаходилися вітряк, кінська стайня, корівник та будинок чабана. Планування самого села дещо відрізнялося від більшості менонітських населених пунктів. Тут всі подвір'я були лише по один бік вулиці, по другий був Дніпро з гарним пляжем, що тягнувся вздовж берега. У межах колишнього села знаходяться дві великі скелі. Ту, на залишках якої сьогодні стоїть профілакторій заводу «Дніпроспецсталь», меноніти називали Grosse Stein (Велика Скеля). Поряд із нею, на хортицькому схилі видається Stein Berg (Скельна Гора), українська назва якої — ск. Думна. Нижче Grosse Stein була річкова пристань, поряд з Stein Berg — школа та магазин. Садиби були оточені фруктовими садами, позаду садиб пролягала польова дорога, а за нею — приватні ділянки землі. В Острів Хортиці не було церкви. Селяни ходили молитися до центральної Хортицької Менонітської церкви у правобережне село Хортиця. Добиратися до неї не завжди було легко, і тому часто богослужіння проводили у приміщенні школи. У 1872 році велика пожежа у селі знищила 8 садиб разом з будинками, стодолами та стайнями.
Населення Острова Хортиці складало 93 особи у 1818 р., 395 — у 1859 р., 452 — у 1885 р., 205 — у 1897 р., 204 — у 1905 р., 215 — у 1908 р., 282 — у 1911 р., 314 — у 1918 р..
Сучасне селище Острів Хортиця сьогодні неофіційно називається «Колонкою». З тутешніх давніх споруд зберігся тільки один житловий будинок, який досі використовується за призначенням — це будинок зі стайнею, що належав родині Ґерхарда Янцена. Його сильно пошкодила велика пожежа 1914 р., а після ремонту на фронтоні позначили дату «1914», яка збереглася донині.
Поряд із лівим схилом балки Ганівка, серед сотень могил центрального хортицького кладовища збереглося 39 менонітських надгробків. Два з них належать людям, які народилися ще у Західній Пруссії. Це Петер Гільдебранд (3.03.1754 — 27.03.1849) та Хелена Гільдебранд (11.05.1775 — 8.06.1833). У 1889 р. на честь сотої річниці переселення менонітів в Україну, біля могили Якоба Хьоппнера було встановлено пам'ятний обеліск. На північному боці цього монументу є напис: «Пам'яті уповноваженого Якову Хьоппнеру від хортицьких та молочанських друзів». Напис на протилежному боці: «Згадай дні давні, поміркуй про літа минулих родів, що Господь зробив для них. Второзак. XXXII, 7». У 1973 р. пам'ятник був перевезений до Канади і зараз міститься у музеї Менонітської спадщини у Стейнбаху, Канада, провінція Манітоба.
Як виглядав острів Хортиця у часи менонітів, дає змогу уявити «План дачи колонии Хортицы…» 1867 р. Узбережжя та балки були вкриті листяним лісом. Багато лісу було й у південній плавневій частині. Тут також були значні площі луків, чагарників, піщаних кучугур та 16 озер видовженої форми, часто оточених болотами. Північна частина підвищеного плато острова, вкрита степовою рослинністю та піскуватими ґрунтами з шелюгою, у господарстві не використовувалася. Тут проходила лише одна дорога — з села до поромного перевозу на Старому Дніпрі, де стояв будинок перевізника. Центральна частина острова була зайнята ріллею. Від дороги, що йшла вододілом острова, у південному напрямку відділялися ще кілька — до пасовиська, у плавні та до броду через Старий Дніпро. Давні кургани та земляні укріплення XVIII ст. до ІІ половини XIX ст. прекрасно збереглися.
План 1867 р. містить повністю забуті згодом менонітські назви деяких урочищ острова Хортиця: Ганнеш лехт — балка Ганівка, Кроп лехт — балка Костіна, Енц лехт — балка Корнієва (Капралка), Корніше лехт — балка Корнетівська, Рій лехт — балка Широка (Оленяча), Генерал лехт — балка Генералка, Штрюк — безіменне нині урочище біля профілакторію заводу «Запоріжсталь», Бором лехт — балка Громушина, Гей лехт — балка Музичина, Штейн воде — оз. Кам'яне, Грос ланге воде — оз. Прогній.
Піщаний ґрунт острова не міг давати багатих врожаїв зернових, тому в перші роки колоністи випасали багато овець та рогатої худоби. Але з часом стало зрозуміло, що це шкодить лукам та лісам, і меноніти перейшли до хліборобства та садівництва. Острів укрився фруктовими садами та городами. Свій врожай селяни продавали в Олександрівську. Особливо славилися прекрасні хортицькі кавуни, продаж яких приносив чималі прибутки. Про вирощування менонітами картоплі згадує навіть Т. Г. Шевченко у своєму вірші «І мертвим, і живим…», написаному у 1845 р, після відвідин острова Хортиці: «І на Січі мудрий німець картопельку садить…».
Меноніти дуже дбали про хортицький ліс. У 1842 р. вони започаткували соснові посадки та закріпили сипучі піски чагарниками шелюгу. За даними 1857 р. на острові було 49 000 дорослих дерев дубу, 4000 — бересту, 1000 — липи, 4500 — груші. Все це — не рахуючи великої кількості тополь, верби та лозняку. У 1871 р. колоністи були переведені з «іноземних поселян» у розряд поселян-власників. Після цього мешканці сусіднього Олександрівська та с. Вознесенівка почали хижацькі порубки хортицького лісу. Скарги менонітів та наступні заходи губернської адміністрації ніяких результатів не дали. Тому меноніти були вимушені продати свій ліс з торгів. Врешті, у 1884 р. давній хортицький ліс було майже повністю знищено.
Великий внесок менонітів у природоохоронну справу. У 1910 р. викладачем Хортицького центрального училища П. П. Бузуком було засноване Хортицьке товариство охоронців природи — перша народна громадська природоохоронна організація в Україні, Російській імперії та Старому Світі. Переважна більшість членів Товариства були менонітами. Одним з багатьох напрямків роботи організації було збереження мальовничих прибережних скель від знищення кар'єрами. До нашого часу на деяких хортицьких скелях, наприклад, Канцерівській Нижній (на о. Байди у Старому Дніпрі), збереглися написи «ХООП». Внаслідок наростання в суспільстві антигерманської істерії, викликаної Першою Світовою війною, у 1915 р. діяльність Товариства було призупинено.
У 1915 р. у Російській імперії було прийнято новий дискримінаційний закон про «німецьке» землеволодіння. Користуючись ним, влада Олександрівська фактично примусила менонітів продати острів Хортицю місту. 28 липня 1916 р. було укладено договір з продажу землі за ціною 300 руб за десятину — загалом 722200 руб. Однак, навіть і половини цієї суми колоністи врешті не отримали. Частина колишніх мешканців одразу переселилася в інші менонітські села, частина залишилася на острові на правах орендарів.
Тим часом керівництво Олександрівська почало розробляти грандіозні проекти зі створення на Хортиці «міста-супутника»: «Остров Хортица по своему живописному расположению и необычайно в гигиеническом отношении благоприятным особенностям, представляет сочетание всех условий для создания новой части городского поселения — города-сада, города-здоровья» — йшлося в офіційному листі до Петрограду. Проекти міста-саду планувалося втілити після війни, але вони так і залишилися на папері.

## XIX століття: відродження святині

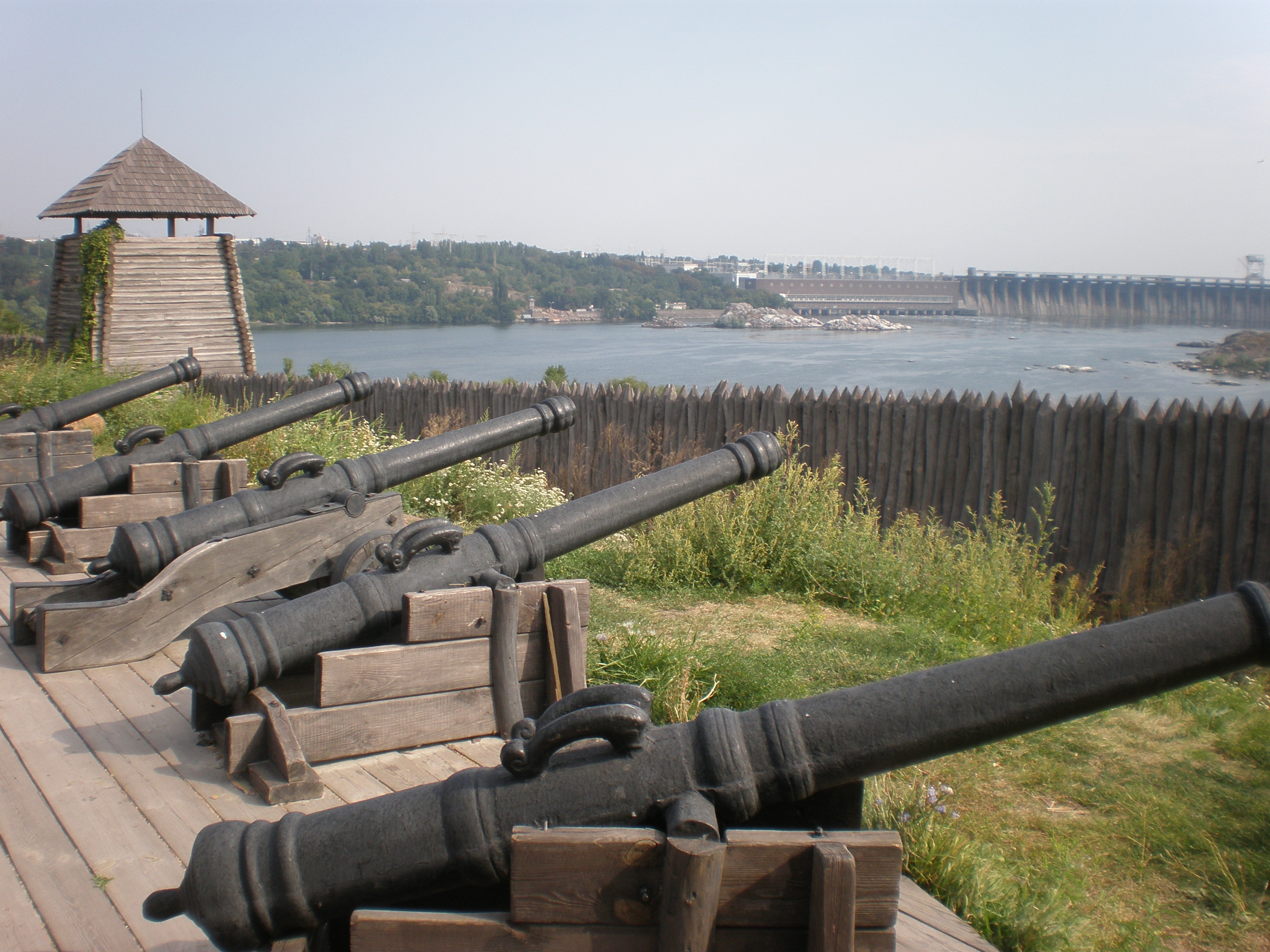
Комплекс «Запорізька Січ»

На межі XVIII — XIX ст. Хортиця стала об'єктом спеціального вивчення. Це пояснюється, по-перше, відкриттям на території України нових університетів, системна освіта яких передбачала знайомство з працями античних та середньовічних авторів, які описували цю місцевість. Крім того, романтизм, що охопив творчі верстви Російської імперії з 1820-х років, передбачав всебічний інтерес до минулого, тобто до історії, археології, етнографії та інших гуманітарних наук. Свою роль відіграло й характерне для доби романтизму захоплення надзвичайно мальовничими краєвидами околиць Хортиці. Генерал М. М. Раєвський, подорожуючи разом з поетом О. С. Пушкіним на Кавказ у 1820 р., у своєму щоденнику писав:
Тут Днепр только перешел свои пороги, посреди его — каменистые острова с лесом, весьма возвышенные, берега также местами лесные; словом, виды необыкновенные, я мало видал в моем путешествии, кои бы мог сравнить с оными.
На початку XIX ст. академік А. Х. Лерберг торкається історії та природи острова, пояснюючи події раннього середньовіччя. У 1825 р. питання стосовно Хортиці та Дніпровських порогів у контексті історичної географії Подніпров'я та Причорномор'я з'ясовував письменник, драматург і дипломат О. С. Грибоєдов. Короткі свідчення про Хортицю містяться у працях історика Нової Січі та Південної України А. О. Скальковського.
У 1835 році виходить друком повість М. В. Гоголя «Тарас Бульба», у якій письменник зобразив Запорозьку Січ на Хортиці: «Козаки сошли с коней своих, взошли на паром и через три часа плавания были уже у берегов острова Хортицы, где была тогда Сеча, так часто переменявшая свое жилище». У 1842 р. побачила світ нова, доповнена й цензурована редакція повісті, просякнута промосковською ідеологією. Твір, у якому історія майстерно переплетена з романтичними стереотипами, став неймовірно популярним як серед патріотів України, так і серед імперських шовіністів. Повість надзвичайно пожвавила інтерес до Хортиці у всіх верствах суспільства.
Т. Г. Шевченко, який у 1842 р. ілюстрував «Тараса Бульбу», у липні — серпні наступного, 1843 р., побував на острові. Своїми враженнями від цієї подорожі він поділився з етнографом Я. Г. Кухаренком у листі від 26 листопада 1844 р. «Був я уторік на Україні — був у Межигорського спаса. І на Хортиці, і скрізь був і все плакав, сплюндрувала нашу Україну катової віри німота з москалями, щоб вони переказилися». Поет згадував Хортицю у кількох своїх творах: «Гайдамаки» (1841), «Гамалія» (1842), «І мертвим, і живим…» (1845), «Іржавець» (1847), «Не хочу я женитися» (1848). Величезний авторитет Т. Г. Шевченка в українському суспільстві сприяв, зокрема, й тому, що Хортиця у XIX ст. поступово перетворилася на одне з визначних сакральних місць для українців як Російської, так і Австро-Угорської імперій.
У 1844 р. літературний критик М. І. Надєждін, у роботі з історичної географії Геродотової Скіфії згадує про Запорозьку Січ на острові Хортиці, сприймаючи цей факт, як беззаперечний. Крім того Надєждін пов'язує острів та розташоване поряд урочище Кічкас зі священним скіфським краєм Геррос: «Я полагаю здесь самое приличное место кладбищу царей скифских, посреди столь дикаго, грозновеличественнаго ландшафта». У 1867 р. археолог і журналіст А. Подберезський пов'язує з Хортицею також події міфу про походження скіфів, неодноразово підкреслюючи «прекрасну», «поетичну» й «таємничу» особливість тутешньої місцевості.
Першим, хто звернув увагу на Хортицю, як місце, навколо якого акумулювалася народна пам'ять, був літератор О. С. Афанасьєв-Чужбинський, який вивчав етнографію Нижнього Дніпра у 1856—1860 рр. У праці «Очерки Днепра» (1861) він описав природу острова та побут місцевих мешканців-менонітів, приділив увагу топоніміці. У 1875 р. протоєрей І. І. Карелін досліджував історію й топографію Хортиці та її околиць у зв'язку з питанням Хортицької Січі. У 1876 р. історик та етнограф Я. П. Новицький присвятив острову окрему свою статтю. Згодом, протягом десятиліть Новицький збирав і видавав багато народних легенд і переказів про Хортицю та навколишні урочища, акцентуючи увагу на козацькій тематиці. Його узагальнююча праця «Остров Хортица на Днепре, его природа, история, древности» (1917) до цього часу зберігає велику наукову цінність.
Значну увагу Хортиці приділяв історик запорозького козацтва Д. І. Яворницький, який протягом життя багато разів бував на острові. Романтичне захоплення козацтвом, літературний талант і невимушена манера викладення матеріалу сприяли надзвичайній популярності його робіт. У працях «Остров Хортица на реке Днепре» (1886), «Запорожжя в остатках старины и преданиях народа» (1888), «Вольности запорожских казаков» (1898), «История запорожских казаков» (1900) Д. І. Яворницький описував природу, топоніміку острова, побут та перекази місцевих мешканців, вивчав питання Хортицької Січі та діяльності князя Д. І. Вишневецького.
Наприкінці XIX ст. серед освіченої публіки Хортиця вже міцно набула статусу особливого, сакрального острова, місця паломництва, пов'язаного передовсім із запорозьким козацтвом.
Улітку 1878 р. Хортицю відвідав композитор М. В. Лисенко, який брав участь у археологічній експедиції В. Л. Беренштама.
Збираючи матеріали для картини «Запорожці пишуть листа турецькому султанові», влітку 1880 р. на Хортиці побував художник І. Ю. Рєпін разом зі своїм молодим учнем В. О. Сєровим: «Мы долго бродили по Хортице, казавшейся нам выкованной из чистого палевого золота с лиловыми тенями, слепившего нам глаза на раскаленном солнце, — это впечатление создавали густо покрывавшие большие пространства палевые иммортели. Осматривали мы старые, уже местами запаханные колонистами запорожские укрепления; пили у колонистов пиво; устали изрядно».
У 1891 р. в Олександрівську, а можливо й на Хортиці, побував письменник О. М. Пєшков (Максим Горький).

У 1895 р. Хортицю відвідав письменник І. А. Бунін:
Я отправился на знаменитый «Остров св. Георгия» — Хортицу и долго блуждал по нем, отыскивая хоть каких-нибудь следов старой Сечи. Но остров был тих и пустынен… Только земляные валы, заросшие травой, говорили о том, что когда-то тут были воинские станы.
На межі XIX — XX ст. флору та ґрунти Хортиці вивчали А. М. Бекетов, І. Я. Акінфієв, С. І. Ростовцев.

## Під час революції та Перших визвольних змагань (1917—1920)
Після Лютневої революції, в Олександрівську, як і по всій Україні, почалося національно-культурне відродження. Влітку 1917 р. робітники Південних залізничних майстерень Катерининської залізниці заснували культурно-освітні організації — курені «Січ» та «Хортиця». У цих назвах відбилося ставлення місцевої громадськості до острова Хортиця, як до національної святині й місця розташування легендарної Січі. У жовтні 1917 р. на основі згаданих куренів постали однойменні курені Вільного козацтва, створені для протидії анархії і більшовикам. Ці курені успішно взяли участь у боях з російськими більшовиками, які точилися в Олександрівську 12—14 грудня 1917 р. Однак, 2 січня 1918 р. у місто залізницею прибули значні сили червоних і окупували його.
У звільнені Олександрівська значну роль відіграв легіон Українських січових стрільців союзної австро-угорської армії, яка просувалася територією УНР відповідно до умов Берестейського договору. Вояки УСС, західні українці, сприйняли «візит» до Олександрівська, до Хортиці з великим ентузіазмом. Австрійський ерцгерцог (архикнязь), полковник легіону УСС Вільгельм Франц фон Габсбург-Лотрінген, відомий також під псевдонімом Василь Вишиваний (1895—1948) у своїх автобіографічних спогадах пише: «Одного вечора я дістав наказ вирушити зо своїми частинами — кораблем і залізницею — через Нікополь на Олександрівськ, себто в околиці славної Хортиці, де була колись славна мати Січ. У нас була велика радість, що саме ми мали щастя обсадити ці славні землі».
Український січовий стрілець Мирон Заклинський, згадуючи про Хортицю, «прив'язує» місто до острова, а не навпаки: «На північ від Біленького, напроти Хортиці, є гарне місто. Тоді називалося Олександрівське, тепер Запоріжжя».
Одною з популярних форм культурного дозвілля українських вояків стали екскурсії на Хортицю. Стрілець Мирон Заклинський згадував: «…Рухлива управа наладнувала культурне наше життя після перерви… Зорганізувала кілька прогулянок на Хортицю, у яких приняли участь також Українські січові стрільці. Мешканці східних і західних земель знайомились, пізнавали краще одні одних і заприязнювались. Бував приявний також старий археолог і етнограф Новицький. Біля нього держалася на Хортиці більшість Українські січові стрільці. Він водив своє товариство по острові, показував давні окопи і сліди укріплень, та все пояснював».
29 червня 1918 р. відбулася важлива подія в історії Хортиці — панахида за загиблими вояками. Мешканець Олександрівська, сотник армії УНР Никифор Авраменко (1893—1973) згадував:
|  | Незабутньою подією був побут всім полком на острові Хортиці. Великим пароплавом, без зброї курені переправились через Дніпро і пішо пройшли коло 4-х кілометрів на найвище місце в голові острова. Було запрошено кілько гостей, серед їх і Андрій (рідний брат Н. Авраменка — ред.). По дорозі затримувались коло історичних місць, як редут на Вошивій скелі, оборонні фортифікації першої Січі, видом на урочище Сагайдачного, Стовпи. Поясняли топографію і історію минулого переважно ми з Андрієм. На найвищому місці поставлено приготовлений гранітний пам'ятник з хрестом і одповідним написом (напис на хресті був такий: „Сей хрест — знак щирої любови і вдячної пам'яти орлам небіжчикам Запорожської Січі від вірних нащадків їх, козаків 2-го Запорожського пішого полку, який після довгого поневолення прийшов сюди перший з отаманом Болбочаном, як організована українська бойова частина і приніс з слізьми радости молитовне синовне привітання незабутнім славним предкам. 29 червня, р. Божого 1918“ — ред.). Дивились гості на кількатисячну групу наслідників колишньої козацької слави, і не одному блиснуло сльозою око. |

Після короткого одпочинку польовий священик п. о. Микола Мошняга посвятив пам'ятник, одслужив молебень за закінчення боїв та панахиду за полеглих за волю тепер і колись. Оркестр грав одповідні мелодії, хор співав величаво.
Виголосили мови Болбочан (полковник армії УНР Петро Болбочан), Оліфер (отаман Олександрівського куреня Вільного козацтва І. Оліфер — ред.) і Андрій. То були хвилі глибокого скуплення, поваги, порушення душевних струн.
Наступили поминки. Наше постачання постаралось. німці-колоністи, господарі Хортиці, тоже несподівано привезли пару возів молока, масла, ковбас, хліба. Їли і пили хто що хотів і скілько хотів. Довго, до вечора тягнулись поминки під музику і спів. Як довга і широка Україна, знайшлись тут представники всіх земель: Київщини, Полтавщини,Харківщини, Запорожжя, Волині, Поділля, Полісся, Бессарабії, Наддністрянщини. Каждому запали в душу ці хвилі, як символ соборності України. Пороблено пам'яткові фотографічні знімки. Од'їхав штаб і гості. Вечором перевозились дубами назад. З п. Кондратюком сліділи за переправою".
Судячи з розповіді Никифора Авраменка, згаданий пам'ятник було встановлено у північно-східній частині Хортиці, на північ від балки Совутиної та на захід від сучасного історико-культурного комплексу «Запорозька Січ», у районі так званої Першої курганної групи. Сьогодні панахида 29 червня на Хортиці вважається прологом до Акту Соборності України 22 січня 1919 р..
17 листопада 1918 року в Олександрівську було повалено владу гетьмана Павла Скоропадського та відновлено УНР. Головну роль у цих подіях відіграли Вільні козаки — вояки колишнього 47 пішого Олександрівського полку. Курінь Вільних козаків почав формуватися у Хортицький полк армії УНР. Пізніше цей підрозділ брав участь у боях поблизу Кічкаського мосту з колишнім гетьманським 8-м Катеринославським корпусом, який ішов на з'єднання з військами Денікіна.
У грудні 1918 року на Хортиці облаштувався повстанський отаман Юхим Божко (1885—1920) — колишній вояк кінного полку ім. Костя Гордієнка, який брав участь у червневій панахиді. Проголосивши себе кошовим «Нової Запорозької Січі», Божко разом з однодумцями прагнув максимально відтворити колишні козацькі звичаї та порядки.
У пам'ять про перебування на острові та на пошану до національної святині, ім'ям «Хортиця» був названий бронепотяг армії УНР.
Наприкінці грудня 1918 року Олександрівськ було захоплено загонами Нестора Махна та більшовиками. 10 липня 1919 р. місто захопила Добровольча армія генерала Денікіна. Восени 1919 р. Олександрівськ неодноразово займали загони Нестора Махна, що діяли в тилу денікінців. Хортиця опинялася «на лінії фронту» між білими та Революційною повстанською армією України.
21 вересня 1920 року червоні були вибиті з Олександрівська стрімким ударом армії білого генерала Врангеля. Вночі з 23 на 24 вересня 1920 року батальйон першого полку білої дивізії Маркова на рибальських човнах переправився з Вознесенки на Хортицю, вибив звідти 19-й полк червоних та зайняв невелику частину острова. Протягом наступного дня білі зайняли всю південну половину острова. Наступні 2—3 дні білі відбивали контратаки червоних і захопили всю Хортицю. З 29 вересня переправа врангелівців на острів здійснювалася за допомогою п'яти пароплавів та двох моторних човнів. До 4 жовтня інженерна рота Марковської дивізії спорудила тимчасовий міст через Новий Дніпро, влаштований на козлах, баржах та понтонах. Острів був зв'язаний зі штабом Марковської дивізії на лівому березі Дніпра також телефоном та телеграфом.
Марковцям належало форсувати Старий Дніпро Бурвальдською переправою, Корниловцям — Нижньохортицькою. Броди досліджувалися за допомогою місцевих жителів.
О 3-й годині ночі 8 жовтня білі почали раптову операцію по захопленню плацдарму на правому березі Старого Дніпра. Марковці, подолавши брід глибиною по груди, швидко зламали спротив 19-го та 21-го полку червоних, який майже весь здався у полон. Корнилівці подолали Нижньохортицький брід всього за кілька хвилин, увірвалися до колонії Нижня Хортиця й без бою захопили цілий полк червоних. Далі розгорнувся наступ на колонію Розенталь (Канцерівка), яка була захоплена до полудня. У той час вже був готовий тимчасовий міст через Старий Дніпро. Того дня на переправі у південній частині Хортиці був присутній відомий білий генерал О. Кутєпов.
Наступні кілька днів червоні намагалися здійснити контратаку й на острові траплялися запеклі бої. Підполковник Марковського піхотного полку В. Є. Павлов згадував, що білогвардійці на Хортиці жартома називати себе «Запорожцями XX століття» й порівнювали своє становище зі становищем козаків минулого.
На правому боці Дніпра врангелівцям так і не вдалося розвинути наступ. Вже вранці 14 жовтня їхні частини, відступаючи під ударами червоних, знов опинилися біля Бурвальдської переправи. На висоті східніше колонії Бурвальд відбувся важкий багнетний бій. Після цього білим довелося швидко розбирати міст на переправі, відігнавши червоних від берега рушничним вогнем. Нижньохортицький міст було спалено. У той же час червоні вдерлися на Хортицю з півночі. Зав'язався бій, у результаті якого вони почали відступ до Бурвальдського броду. Тут червоні зустрілися з останніми частинами врангелівців, які прямували їм на зустріч тим же бродом. Тільки взаємне незнання тими й іншими обстановки дозволило їм мирно розійтися у воді.
20 жовтня надійшов наказ командування білої армії відійти з Хортиці. Вночі з 20 на 21 жовтня частини пройшли по мосту й швидко почали його демонтаж. 23 жовтня білі без бою залишили Олександрівськ.
В описаних боях, у складі армії генерала Врангеля, брав участь Хортицький курінь Катеринославського повстанського кошу «Визволення України». Він був створений в Олександрівську у вересні 1920 р. з колишніх гайдамаків, вільних козаків, бійців самокатної сотні й новобранців. Після кривавих подій цей підрозділ відступив через Генічеськ до Феодосії, а потім опинився у Туреччині.
Нестабільність у державі та бойові дії на острові призвели до того, що становище у місцевому господарстві стало катастрофічним. Не було обігових коштів, посівного матеріалу, палива, не вистачало робочих рук, сільськогосподарський реманент не лагодився, коні гинули від хвороб, лани заростали бур'яном, сади та будівлі не доглядалися. Управитель господарства Г. А. Недавній повідомляв, що посівну 1918 р. довелося проводити під обстрілами. З 1918 р. землі господарства здавалися у короткострокову оренду й виснажувалися. Більшовики, які утримували Олександрівськ з грудня 1918 по липень 1919 р., вирішили перетворити Острів-Хортицьке господарство на совєтську ферму, «для забезпечення бідноти міста продуктами за собівартістю». Однак, доля цього підприємства була сумна. З 1919 р. господарство зазнавало постійних грабунків з боку жителів Вознесенівки. Через розбійні напади орендарі-меноніти були вимушені покинути острів, рятуючи своє життя.

## Міжвоєнний період (1921—1941)

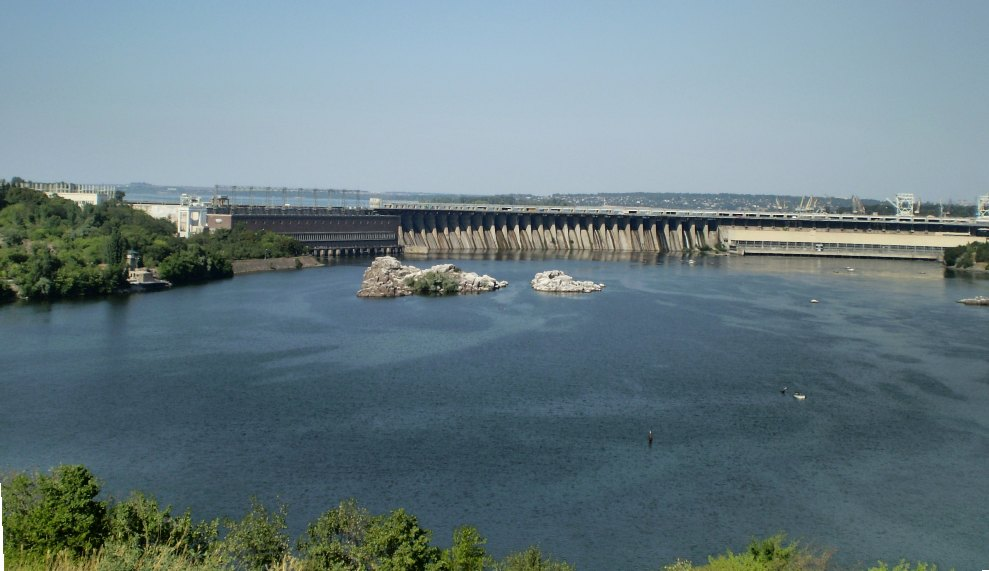
Вигляд на ДніпроГЕС з острова Хортиця.

Згідно з переписом населення та володінь м. Олександрівська 1921 р. На Хортиці налічувалося 211 постійних мешканців та 5 біженців. На 1926 р. острів Хортиця належав до Вознесенівської сільради. У селі з населенням 134 осіб було 32 двори. Серед мешканців була тільки одна родина менонітів, решта — українці. Школи та вітряка на острові на той час вже не було. За даними 1928 р. острів належав вже до м. Запоріжжя. Тут мешкало 158 людей.
Великі зміни відбулися з початком будівництва Дніпрогесу. Інженер-гідротехнік Алєксандров розпочав роботу над його проектуванням ще у 1921 р. За першим, попереднім варіантом проекту фронт водоутримуючих споруд мав перетинати північну частину о. Хортиця. У Новому Дніпрі, між Хортицею та скелею Дурна, планувалася водозливна гребля. За скелею Дурною, коло лівого берега, та у Старому Дніпрі розташовувалися дві секції силової станції. На лівому березі Старого Дніпра та на правому березі Нового Дніпра намічалося два чотирикамерні шлюзи: перший — для проходу морських суден, другий — для річкових. Північний кінець Хортиці мала оточити бетонна дамба. Згодом проект Дніпрогесу був значно змінений.
У 1929 р. спеціальна комісія при Президії ВРНГ СРСР розглядала 8 «майданів» — варіантів розміщення у районі Запоріжжя нового промкомбінату — основного споживача енергії Дніпрогесу. Так званий «майдан Б» був розташований у південній плавневій частині Хортиці. Цей варіант було відхилено через недостатню площу та велику вартість підготовки до будівництва.
У 1932 р. був затверджений генеральний план «Соціалістичного міста» Велике Запоріжжя, яке створювалося у зв'язку з будівництвом ДніпроГЕСу та Запорізького промкомбінату. Згідно із цим планом острів Хортиця мав стати одним із семи окремих районів міста. Йому відводилася роль загальноміського рекреаційного центру. Більшу частину острова по плану займали санітарна зона, бази відпочинку, спорткомплекси та центральний парк площею 1000 га. Тільки одна вісімнадцята площі Хортиці, у північній її частині, відведена під забудову. Це — 15—20-поверхові житлові будинки та 30—40-поверхові адміністративні хмарочоси, де розташовані науково-дослідні інститути, лабораторії, музеї, бібліотеки. Зі зміною архітектурної моди у Радянському Союзі у середині 1930-х рр. цей план забудови Хортиці був визнаний хибним.

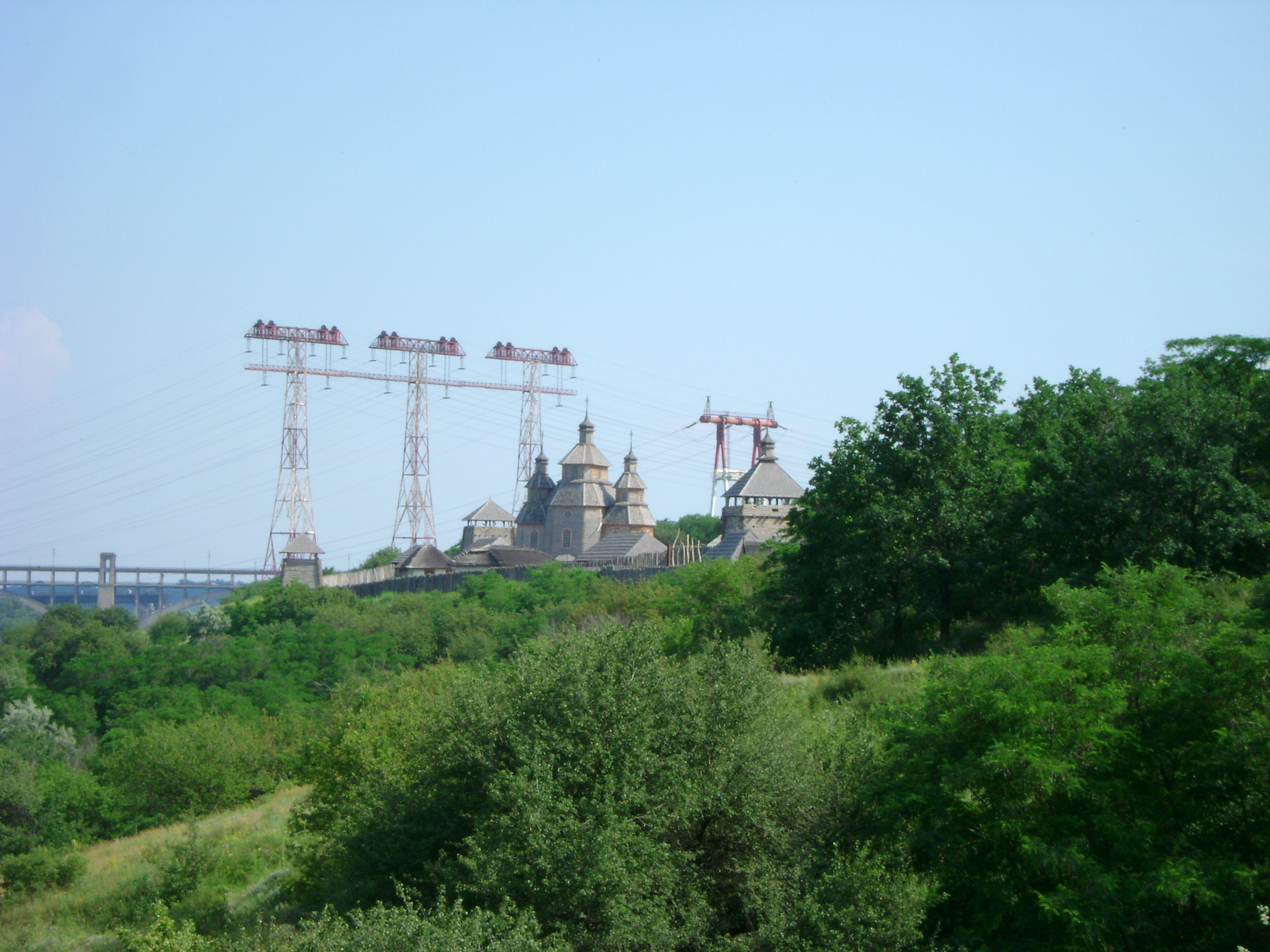
Вид на Три щогли з історико-культурного комплексу «Запорозька Січ».

З будівництвом ДніпроГЕСу пов'язана поява потужних ліній електропередачі, які спотворили краєвид північної частини Хортиці. Найпомітнішим їх елементом є так звані «Три щогли» на скелі Совутиній над Новим Дніпром (до Німецько-радянської війни їх було чотири). Ці опори, які отримали назву «ПС» — «Перехідна Спеціальна», були споруджені у 1932—1933 рр. Опори цього типу не мають аналогів в Україні.
У зв'язку зі створенням Дніпровського водосховища Кічкаський міст 2-ї Катерининської залізниці мав бути демонтований. Замість нього було вирішено будувати мости через Новий та Старий Дніпро та залізничну лінію «Шлюзовий — Канцерівка 2-га». Споруди, спроектовані під керівництвом інженера М. С. Стрелецького, зводилися з високоякісної сталі чехословацької фірми Witkowitz-Werke. Обидва мости були арковими, двопутними (з двобічним рухом) та двоярусними (нижній ярус — шосейна дорога, верхній — залізниця). Міст через Новий Дніпро — триарковий, загальною довжиною 616 м. Міст через Старий Дніпро — найбільший на той час одноарковий металічний міст у Європі. Довжина його арки складала 224 м, а загальна довжина — 370 м. Роботи на Мостовому переході почалися у 1927 р. з побудови робітничих бараків на Хортиці. За 4 роки крім мостів на Хортиці з'явилася залізнична станція «Січ» та шляхопровід, було здійснено величезний об'єм земляних робіт. 31 серпня 1931 р. на згаданій станції відбувся мітинг з нагоди відкриття мостів та залізниці, а 5 вересня 1931 р. об'єкти були здані в експлуатацію.
Міжвоєнний період позначився бурхливим розвитком сільського господарства на Хортиці. У 1927 р. тут були створені приватні меліотовариства «Вільне життя», «Серп і Молот», «Червона Зірка», «Січ», які отримали землю у довгострокову оренду. У 1928 р. всі вони були об'єднані у «Плодоспілку». У 1929 р. було створено велике господарство з метою постачання городини (переважно картопля, помідори, капуста) робітникам Дніпробуду. У 1930 р. воно стало частиною Запорізького Агрокомбінату. У жовтні 1930 р. на Хортиці створено Хортицький науково-дослідний інститут електрифікації та механізації (ХОНДЕМ) — перше подібне підприємство в СРСР та УРСР. Інститут здійснював глибоку оранку полів за допомогою електроплугу, проводив досліди із впливу електрики на рослини у скляних електроангарах з підігрівом ґрунту електрикою та паровим опаленням по підземним паропроводам. У 1931 р. у плавневій частині виділялося кілька дослідних ділянок для вирощування рису площею понад 5 га. У зв'язку із цим планувалося запросити на Хортицю 15—20 досвідчених корейців на посаду бригадирів. Будувалися житлові бараки для сотень робітників, насосна станція, канали, лінії електропередачі, корпус інституту.
У часи Дніпровського Будівництва населення Хортиці значно збільшилося, з'явилися кілька нових селищ. У 1938 р. у с. Колонка (колишнє менонітське селище Острів Хортиця) жили 1130 чол., у с. Радгосп (відоме сьогодні, як Овочівників), заснованому у 1929 р. — 476 чол. На той час існували також сел. Січ при однойменній залізничній станції, виселок Січ, сел. Старий Дніпро (біля мосту). Крім того, на острові значилися педагогічна школа, інститут електрифікації, науково — дослідна лабораторія інституту, неповна середня школа № 43 (відкрилася у 1936 р., капітальну будівлю зведено 1938 р.), будинок відпочинку ДАЗу, піонерський табір ДАЗу, будинок відпочинку «Запоріжсталь» (відкрито 6 липня 1935 р.), будинок хворої дитини, а також різні майстерні.

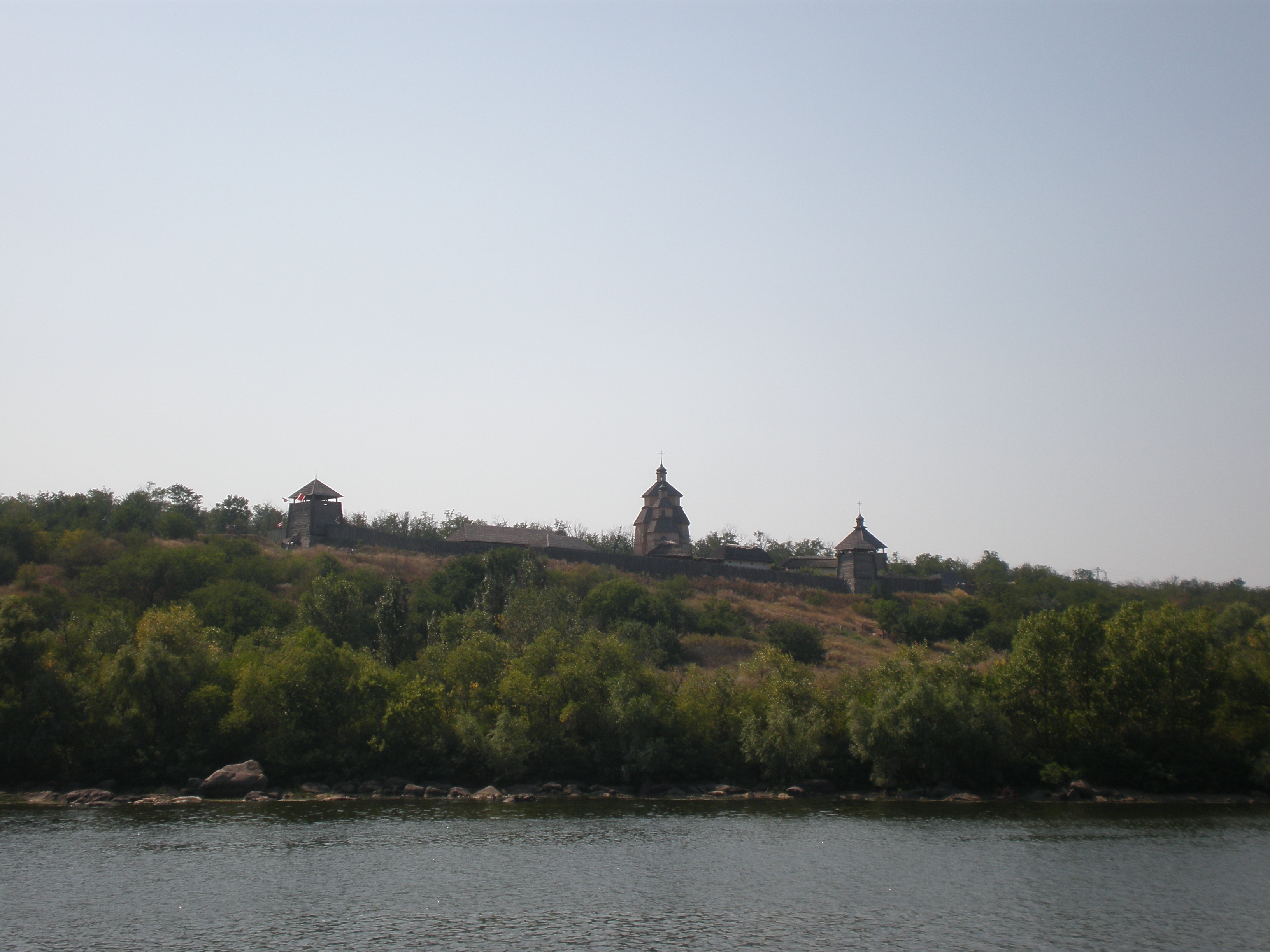
Острів Хортиця

У зв'язку з проведенням Дніпробудівської археологічної експедиції Наркомосу УСРР (1927—1932 рр.) на Хортиці надзвичайно пожвавилися археологічні роботи. Розкопувалися поселення доби неоліту-енеоліту на скелі Середній Стовп (А. Добровольський, 1927—1930 рр.), поселення доби бронзи в районі балки Мала Вербова (П. Смолічев, 1928—1929 рр.), могили курганної групи № 5 (П. Смолічев, 1930 р.). Пізніше досліджувалися кургани з групи № 2 (Ф. Камінський, 1936 р.), козацький зимівник XVIII ст. (В. Пешанов, 1937 р.) та укріплення на о. Байди (М. Макаревич, 1941).
Уже у 1927 р. були висловлені пропозиції щодо створення на Хортиці музею, заповідування окремих її ділянок, або оголошення природним заповідником всього острова, який «є справді одним з найцікавіших куточків України і його конче потрібно обслідувати з усіх боків».
Перебуваючи поряд з найбільшою в Європі ГЕС, яка у довоєнному Радянському Союзі була одним з найпопулярніших туристичних об'єктів, Хортиця вже з самого початку Дніпровського Будівництва привертала до себе увагу сотень тисяч екскурсантів. Туристів приваблювали перш за все мальовничі краєвиди скель північної частини острова, старовинні земляні укріплення й панорами нових циклопічних споруд: ДніпроГЕСу та мостів через Дніпро.

## Період німецько-радянської війни (1941—1945)

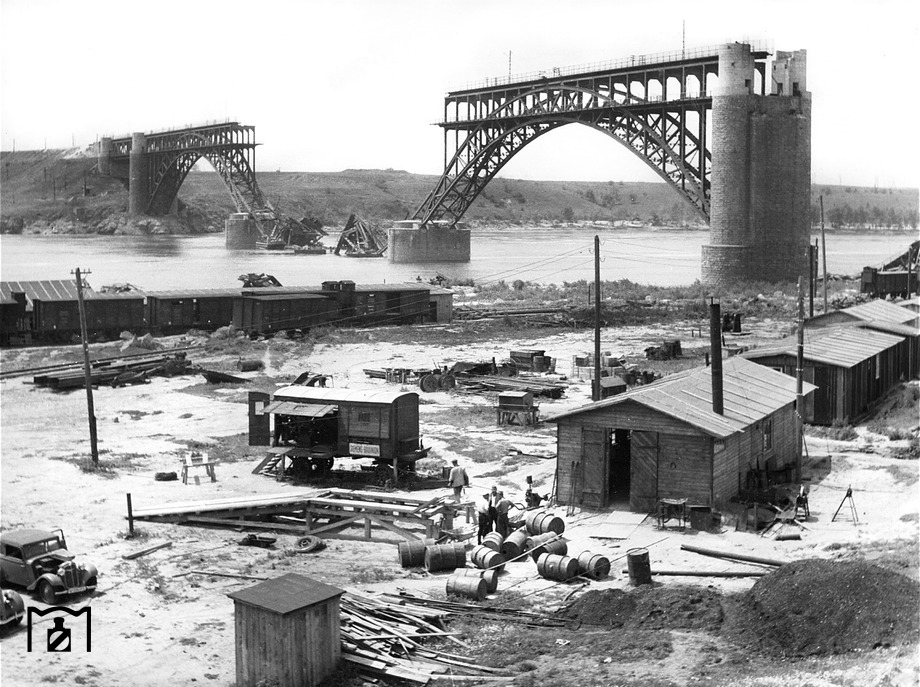
Зруйнований міст Стрілецького через Новий Дніпро на острів Хортиця, 1942 р.

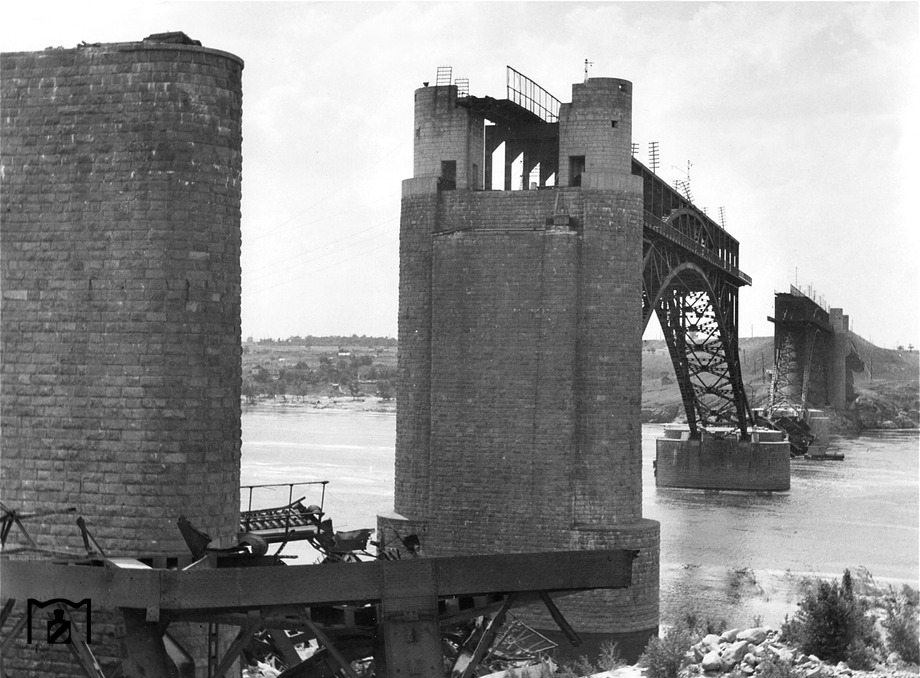
Зруйнований міст через р. Новий Дніпро на острів Хортиця, 1942 р.

У середині серпня 1941 р. через Хортицю пішов потік біженців. Трактори, комбайни та інша сільськогосподарська техніка незабаром знищила шосе, прокладене на піщаному ґрунті, й воно перетворилося на нездоланну перепону для транспорту.
Вдень 18 серпня погано озброєні й непідготовлені частини 274 стрілецької дивізії, батальйони 157-го полку НКВС та «народного ополчення», які працювали на ритті протитанкових окопів між Старим Дніпром і Бабуркою, розпочали бій з переважаючими силами німців. Не витримавши натиску, совєтські війська відступили на південь. Міст через Старий Дніпро підірвати не вдалося й німецькі танки прорвалися на Хортицю, зайнявши північну частину острова. Близько 15:00 при прямому влучанні снаряду від детонації вибухнув замінований міст, що з'єднував Хортицю з лівим берегом. У пастці на острові залишилося 400—500 бійців 274-ї дивізії, які продовжували бій.
Близько 18:00 18 серпня в паніці перед наступаючими частинами Вермахту радянські сапери підірвали Дніпрогес. Було зруйновано 10 биків у правобережній частині греблі (загальна довжина руйнування — 175,5 м), до відмітки близько 30 м. Внаслідок цього за лічені секунди рівень води у нижньому б'єфі піднявся на близько 5 м. Хвиля накрила хортицькі плавні й загинуло багато воїнів 274 стрілецької дивізії РСЧА, яких на момент вибуху на острові було близько 3000.

За спогадами старожилів острову відтворюється драматична картина наслідків цієї події. Коли хвиля відійшла, на деревах лишились висіти сотні (якщо не тисячі) солдатів. Відразу ж німецькі війська зігнали із селищ жінок і наказали їм зібрати тіла загиблих червоноармійців. Тіла лежали на полях, на городах, висіли на деревах у плавнях. Мешканка південної частини Запоріжжя М. Ф. Мозгова згадує:
В 41-му, коли підірвали наши плотину, теж скілько солдат полягло. У лісі у плавнях стояли воїнські частини. Їх не попередили, мабуть. Коли хлинула вода, який крик був в цих плавнях! Як кричали люди: «Допоможіть! Допоможіть!» Тоді майже у кожного були човни. Так дуже багатьох врятували човнами.
Після 18 серпня радянські війська перебували в південній частині Хортиці. Однак у ніч на 27 серпня острів залишили: 600 червоноармійців не стримали атаку 300 піхотинців противника, підсилених 10 танками і 2 батареями. На початку вересня на Хортиці залишилися тільки угорські війська. У ніч з 1 на 2 вересня на острові невдало намагалася закріпитися рота стрілецького полку РСЧА. 3—5 вересня Дніпро перетинали кілька великих підрозділів, й, закріпившись у південно-східній частині Хортиці, звідти розвивали наступ. Перед загрозою оточення угорці залишили важке озброєння і відкотилися по мосту через Старий Дніпро. На ранок 6 вересня Хортицю повністю захопили червоні. Допомогу частинам, що наступали на Хортиці, надав загін «Юні чапаєвці», який складався із запорізьких школярів. Перепливаючи Дніпро, вони добували розвіддані й розкладали сигнальні вогнища. Хортицька контрнаступальна операція, проведена в дні суцільних невдач, була сприйнята як свідчення зростаючих можливостей Червоної армії.
Після звільнення Хортиці біло підірвано міст через Старий Дніпро. У ніч 3 жовтня 1941 р. війська Червоної армії згідно з наказом командування покинули острів Хортицю й Запоріжжя.
У 1942 р. силами мобілізованих у місті й області робітників, під керівництвом українських інженерів та під контролем німецьких військових спеціалістів було відбудовано стратегічно важливі мости через Хортицю. У тому ж 1942 р. у Запоріжжі було проведено перепис населення. За його даними на о. Хортиця тоді жили 1348 чол. у селищах Нове Дніпро, станція «Січ», Старий Дніпро, Будинок відпочинку (виникло на місці розваленого будинку відпочинку «Запоріжсталь»). Мешканці селищ проживали в будинках, бараках та землянках.
З липня по вересень 1943 р. на острові Хортиця дислокувалася розвідувальна школа, що переїхала сюди з Києва. Вона розміщувалася у будівлі середньої школи № 43 та корпусі Всесоюзного інституту механізації та електрифікації сільського господарства. Основний контингент школи, яка готувала розвідників та диверсантів, складався з військовополонених Червоної армії. Тут навчалося 40—50 чоловіків та 7—8 жінок різних національностей.
У вересні 1943 р. фронт знову наблизився до Запоріжжя. На Хортиці німці створили систему укріплень та спеціальних споруд. Тут тримали оборону 123-й і 125-й піхотні дивізії Вермахту. 21 вересня 1943 р. радянська авіація завдавала ударів по мостах через Дніпро у районі Хортиці задля того, щоб перервати залізничне сполучення. Однак задачу з руйнування мостів виконано не було.
У першій половині дня 14 жовтня 1943 р. лівобережна частина Запоріжжя була повністю захоплена червоними і Хортиця опинилася на лінії фронту. У другій половині дня німці здійснили перший потужний вибух на Дніпрогесі. Але завдяки тому, що перед цим рівень води у водосховищі був понижений, це не спричинило таких катастрофічних наслідків, як у 1941 р.
З 25—26 жовтня на Хортиці намагалися закріпитися підрозділи РСЧА, однак із початком переправи у районі Розумівки (26 листопада) всі частини були виведені з острова. Безуспішно намагаючись ліквідувати Розумовський плацдарм, німці перекинули туди два полки з Хортиці. Через місяць з Розумівського плацдарму розгорнула наступ 6-та армія. У ніч з 29 на 30 грудня німці залишили Хортицю й правобережні околиці Запоріжжя.

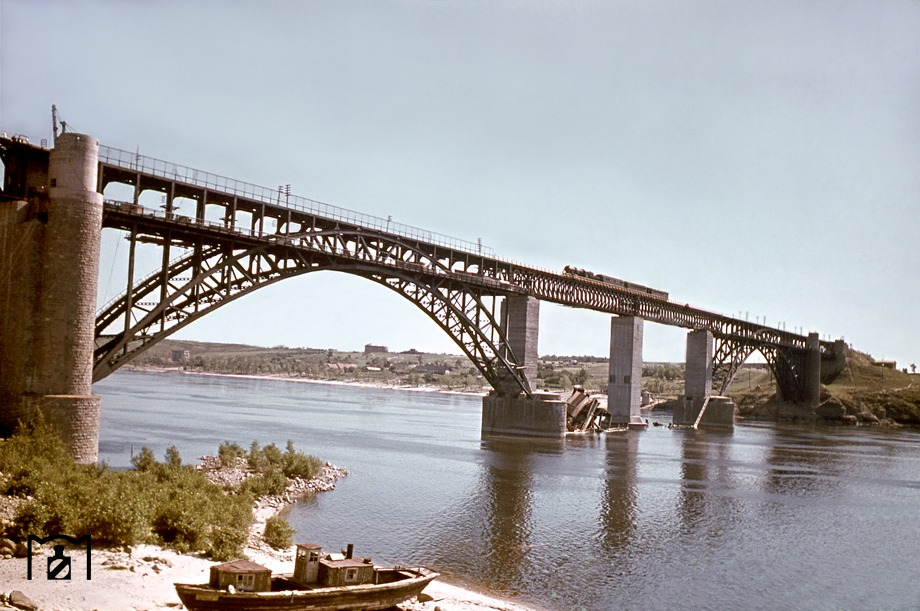
Відновлений міст Стрілецького (1943).

Під час відступу Вермахту обидва мости через Дніпро у районі о. Хортиця були цілком знищені. Замість них Управлінням військово-відновлювальних робіт 3 січня 1944 р. почалося спорудження тимчасових мостів у плавневій частині острова, на місці стародавнього броду. Мости будувалися за проектом інженера М. О. Артеменка, під керівництвом генерал-майора технічних військ М. В. Борисова, силами 1-ї Гвардійської залізничної бригади та всього мобілізованого працездатного населення міста Запоріжжя й області.
На величезній кількості паль, вбитих у дно Дніпра, були поставлені опори з просякнутих спеціальною сумішшю шпал та колод, на них — дерев'яні ферми, настил з балок і залізничний шлях. Працюючи день і ніч, за надзвичайно несприятливих зимових погодних умов, під нальотами німецької авіації, мости збудували за 48 діб, закінчивши 19 лютого 1944 р. Об'єкти використовувалися до грудня 1952 р., коли стали до ладу мости ім. Б. Н. Преображенського.
Уявлення про те, як виглядав острів у 1945 р., дає тогочасна військова карта. Тут позначено селища Виселок, Новий Дніпро, Старий Дніпро, Січ та Радгосп, зруйновані бази відпочинку заводів «Запоріжсталь» і ДАЗ та школа. У південній частині острову відмічено роз'їзд Гвардійській, що з'явився під час будівництва мостів у 1944 р. і отримав свою назву на честь 1-ї Гвардійської залізничної бригади.

## У післявоєнний період (1945—1991)

### Господарче освоєння
Після Німецько-радянської війни Хортиця швидко втрачала своє первозданне обличчя. Тоді на острові з'явилося чимало самовільно збудованих селищ з невеликих будинків та землянок. Станом на січень 1960 р. на Хортиці було 150 самовільно зведених будинків, з них 20 — у 1958 р., 13 — у 1959 р., 20 — у 1960 р. На військовій карті міста Запоріжжя кінця 1960 х рр. на острові позначені зниклі сьогодні селища: Рибальське й Три Щогли, розділені скелею Совутиною, МВО-7 (на південь від мосту через Новий Дніпро), Виноградарів та Гвардійське у південній частині Хортиці, селища на о. Байди (Гадючому), коло балок Оленяча й Каракайка, біля профілакторію «Запоріжсталь». Інші — Будинок Відпочинку, Старий Дніпро, Запорізька Січ, Лісництво, Наукове Містечко, Січ, Садівництва, Овочівників — існують і тепер.
У 1989 р. у всіх селищах острова загалом жили 1,76 тис. людей. Центральним було Наукове містечко. Тут розташувалися школа № 43, середня санаторна школа-інтернат № 8 (відкрито 1961 р.), «дитячий комбінат» № 41 (відкрито 1965 р.), поліклініка, будинок культури (відкрито 1958 р.), поштове відділення, філія Ощадбанку й лазня.
Стрімко розвивався розташований на острові Всесоюзний інститут механізації та електрифікації — майбутній ЦІМЕТ (Центральний інститут механізації та електрифікації тваринництва). Тут, зокрема, проводилося багато експериментів з електрикою, будувалися агрегати для подрібнення зеленої маси, конструювалися біогазові установки для отримання горючого газу, перші в СРСР залізобетонні опори ЛЕП. У 1949 р. у самому центрі острова була встановлена експериментальна вітроелектростанція потужноістю 25 квт з двигуном моделі D-18, трьома лопатями й металічною вежею висотою 19,7 м. Вже у 1960-ті рр. острів вкрився штучними посадками сосни, клену, дубу, акації, ланами, виноградниками та фруктовими садами. Тут з'явилися електрична підстанція, поливна станція та водозбірники, сушарка для фруктів, сараї та розплідник рослинних культур, зрошувальні канали та водокачка, величезний відстійник стічних вод і значний тваринницький комплекс (птахо-, свино- та молокоферма).

### Будівництво мостів ім. Б.М.Преображенського
Навесні 1949 р. на місці підірваних під час відступу Вермахту в 1943 р. сталевих мостів М. С. Стрелецького почалося будівництво нових. Роботи велися під керівництвом начальника мостового загону полковника Н. А. Артеменка, а проект розробив інженер Б. М. Преображенський, іменем якого й були названі мости. Обидва вони побудовані з монолітного залізобетону, що набагато складніше, ніж будувати їх зі збірних елементів: спочатку необхідно було зробити опалубку, тобто практично будувати той самий міст з дерева. Цим пояснюється порівняно великі строки будівництва — об'єкти були здані в експлуатацію 31 грудня 1952 р.
Міст через Новий Дніпро чотириарковий, загальною довжиною 560 м та висотою 54 м. До проїжджої частини його нижнього ярусу спочатку підходила тільки одна шосейна дорога — з південного боку від залізничної дамби. Міст через Старий Дніпро на момент побудови був найбільшим одноарковим мостом у СРСР. Його довжина дорівнює 228 м. На одній з опор правого берега Старого Дніпра встановлено мармурову табличку з написом: «Мост построен по проекту Бориса Николаевича Преображенского». Обидва мости мають два яруси: верхній — залізничний, нижній — автомобільний та пішохідний, з двома смугами шосе та тротуарами з обох боків від нього.
До початку 1970-х рр. мости Преображенського успішно виконували свою функцію. Та коли з кін. 1960-х рр. на правому березі Дніпра почалося будівництво великого Хортицького житлового масиву, потік транспорту через Хортицю значно зріс. Це стало причиною великих автомобільних заторів на острові, частота яких збільшувалася з року в рік.

### Вплив на Хортицю Каховського водосховища
У 1950—1956 рр. у місті Нова Каховка Херсонської області було споруджено Каховську ГЕС. Підняттям рівня води у верхньому б'єфі на 16 м було утворено величезне Каховське водосховище, у хвостовій частині якого опинилася Хортиця. Згідно з даними карт 1945 та 1992 р. підйом води у Дніпрі відносно рівня Чорного моря в районі острова у зв'язку з цим склав близько 2,4 м.. Це спричинило великі зміни у топографії річки. У II пол. 1950-х рр. зникли багато маленьких скель між Дніпрогесом і Хортицею, збільшилася площа плавневих озер острова, з'явилися нові — Щуче, Вербове, Качаче, Тепле тощо). Всі вони з'єдналися протоками одне з одним та з Новим і Старим Дніпром. На озерах з'явилися також нові острови — Південний, Східний, Довгий, Чорного Шуліки, Західний, також урочище Середній Виступ. Пізніше, протягом кількох десятків років, місцеві мешканці дали назви цим новим об'єктам, й тільки на початку XXI ст. вони були зафіксовані на туристичних схемах.

### Хортиця— центр туризму
У середині 1950-х рр. острів почав перетворюватися на центр запорізького екстремального туризму. На узбережжі Старого Дніпра південніше профілакторію «Запоріжсталь», на високих скелях, щовихідних стали проводитися тренування альпіністів. Згодом до них приєдналися туристи, і у 1970-ті рр. тутешнє урочище отримало назву «Турпляж», що став відомий по всій Україні. Для дітей зі шкільних секцій та заснованої у 1948 р. Запорізької екскурсійно-туристичної станції влаштовувалися регулярні походи вихідного дня та екскурсії по Хортиці. Після цих тренувань туристи й альпіністи здійснювали надзвичайно складні екстремальні походи у найвіддаленіші куточки СРСР. Пізніше обриси Хортиці були вміщені на емблему Федерації спортивного туризму Запорізької області, а на маршрутах походів з'явилися характерні назви вперше пройдених перевалів: перевал «Хортиця» на Верхньоангарському хребті в Іркутській області (1987 р.), перевал «Хортиця» на Чібагалахському хребті в Східній Якутії (1987 р.), перевали «Хортиця» і «Запорозька Січ» на хребті Черського у північно-східній Якутії (1991). У пам'ять про загиблих у походах з 1981 р. на Хортиці були започатковані щорічні змагання — «Кубок Хортиці», котрі й досі проходять на Турпляжі в жовтні. У липні 1983 р. на о. Байди відбувся перший пісенний фестиваль «Байда», присвячений бардівським пісням під гітару, які були надзвичайно популярними в середовищі тодішніх туристів. З часом фестиваль перетворився на дуже престижний захід, а Запоріжжя в бардівських колах отримало статус неофіційної столиці авторської пісні в Україні.

### Заповідний статус острова та музей на Хортиці
До середини XX ст. давні плани по створенню на Хортиці великого міського району так і не були втілені. Тут збереглися значні площі мало змінених антропогенним впливом ландшафтів, які приваблювали чим далі більше відпочивальників та туристів. Разом з тим, після знищення Каховським водосховищем плавнів Великого Лугу Запорозького, Хортиця лишилася одною з дуже небагатьох ділянок Нижнього Дніпра, які могли дати уяву про первісний стан його берегів. Імовірно, це й стало причиною включення острова до реєстру пам'яток природи місцевого значення у 1958 р. (рішення Запорізького облвиконкому від 28 липня 1958 р. № 507). Згодом, у 1963 р., Хортиця отримала статус пам'ятки природи республіканського значення (розпорядження Ради міністрів УРСР від 7 серпня 1963 р. № 1180-р). У 1974 р. Хортиця, а також острів Байди, скелі у нижньому б'єфі Дніпрогесу та частина правобічної берегової смуги Старого Дніпра увійшла до складу Державного геологічного заказника «Дніпровські пороги» (Постанова Ради Міністрів УРСР від 28 жовтня 1974 р. № 500). Постановою Запорізького облвиконкому № 354 від 23 жовтня 1984 р. було заповідане русло Старого Дніпра. Того ж року хортицькі плавні були оголошені зоною абсолютної заповідності.
Значення Хортиці, як пам'ятного місця, пов'язаного з історією козацтва, надзвичайно зросло після того, як залишки більшості Запорозьких Січей були знищені Каховським водосховищем. Занепокоєння станом пам'яток доби козацтва у суспільстві та серед науковців поділяли навіть деякі представники місцевої компартійної номенклатури. Тому пропозиція щодо створення на Хортиці заповідника попервах зустріла підтримку урядових кіл. 18 вересня 1965 р. Рада міністрів УРСР прийняла постанову № 911 «Про увічнення пам'ятних місць, пов'язаних з історією Запорозького козацтва». Першим її пунктом стало «Оголосити територію острова Велика Хортиця в м. Запоріжжя Державним історико-культурним заповідником». У зв'язку з цим на острові пропонувалося створити грандіозний меморіальний комплекс у складі монументу-панорами, тематичного садово-декоративного парку зі скульптурами видатних козацьких діячів, тематичних скульптур у різних урочищах острова, етнографічного музею просто неба, а також реконструкцій куреня, хати запорозького старшини, укріплень, козацьких чайок тощо. Згодом майже щорічно проводилися конкурси проектів Заповідника, а у 1970 р. було затверджено його тематико-експозиційний план. За ним Заповідник мав складатися з Музею історії запорозького козацтва, етнографічного розділу та тематичного парку.
У 1972 р., у рамках облаштування території Заповідника, у різних урочищах та біля археологічних пам'яток були встановлені залізобетонні пам'ятні знаки з металевими табличками і відповідними написами на них. Не обійшлося без помилок. Так, пам'ятний знак «Чорна скеля» встановлено поряд зі скелею Верхня Голова, вали укріплень часів війни з турками 1735—1739 рр. безпідставно віднесені до поч. XVII ст., а залишки скіфського городища на скелі Совутиній — до XVI ст.
Улітку 1974 р. у північній частині Хортиці, поряд з котлованом майбутньої будівлі Музею історії Запорозького козацтва, з вийнятого з нього ґрунту було насипано високий земляний курган. Роботи велися за участі запорізьких студентів. Сьогодні цей курган слугує орієнтиром й оглядовим майданчиком.
У 1960-ті рр. відчувався величезний брак і суспільний попит на інформацію з історії Запорозького козацтва і Хортиці зокрема. Разом з тим, історичне краєзнавство, фактично знищене за роки сталінських репресій, переживало глибокий занепад. У цих умовах значну роль у популяризації Хортиці, як пам'ятки природи та історії, зіграла книга заступника голови Запорізького облвиконкому М. П. Киценка «Хортиця в героїці і легендах», вперше видана у 1965 р. Незважаючи на те, що праця була цілком ідеологічно витримана, друге її видання 1972 р. було піддано нищівній критиці як «идейно незрелое» й вилучалося з книгарень.
25 вересня 1973 р. Центральний Комітет КПУ приймає постанову «Про хід виконання постанови… „Про увічнення пам'ятних місць, пов'язаних з історією Запорозького козацтва“, якою остання, фактично, була перекреслена. Ще не побудований музей на Хортиці перепрофілювався на „Музей історії м. Запоріжжя“», філію Запорізького краєзнавчого музею, а створення етнографічного комплексу відмінялося. Після цього будівництво музею просувалося дуже мляво. Заклад було урочисто відкрито тільки 14 жовтня 1983 р. Експозиція музею обіймала всі історичні періоди аж до сучасності, а Запорозькому козацтву було присвячено лише незначну її частину. До первісного задуму повернулися тільки у часи так зв. «Перебудови», на хвилі національного відродження. Підготовчі роботи по створенню Музею історії Запорозького козацтва почалися згідно з дорученням Ради Міністрів УРСР «Про зміну тематичної спрямованості Музею історії Запоріжжя» від 14 травня 1988 р..
Протягом другої половини 1960-х — 1980-х рр. становище з охороною пам'яток природи та історії на території хортицького заповідника було вкрай незадовільне. Більша частина території Хортиці займалася різними господарчими об'єктами (майстерні, птахоферми, парники), робітничими селищами та сільгоспугіддями Центрального науково-дослідного проектно-технологічного інституту механізації та електрифікації тваринництва, особистими дачами, садами, городами та гаражами громадян, які самочинно займали ділянки, мешкаючи в інших районах міста. На Хортиці були випадки розорювання культурного шару археологічних пам'яток, влаштовувалися самочинні звалища, незаконно будувалися нові бази відпочинку тощо. Адміністрація заповідника та окремі громадяни багаторазово та безрезультатно повідомляли органи влади про всі ці порушення.

### Археологічні дослідження на Хортиці (1945—1990)
У післявоєнний період у зв'язку зі створенням Заповідника кількість археологічних досліджень на Хортиці значно збільшилася. Нижче подається їхній перелік (у дужках — керівник розкопок):
- 1945 — розкопки курганів (В. Пешанов).
- 1953 — розкопки Запорозької корабельні 1747—1739 рр. на о. Байди (В. Пешанов).
- 1959 — давньослов'янський могильник біля школи № 43 (Є. Махно).
- 1962 — розкопки редуту 1738 р. Біля балки Громушина та курганної групи № 1 (В. Пешанов).
- 1968 — розкопки укріплень на о. Байди, на Совутиній скелі, а також редутів 1739 р. (Р. Юра).
- 1971 — розкопки редуту 1738 р. (А. Сокульский).
- 1972 — розкопки курганної групи № 5 (А. Сокульский).
- 1976 — розкопки поселення доби бронзи (Н. Козачок, С. Кравченко).
- 1976—1980 — слов'янське поселення Х—XIV ст. (А. Сокульський, Т. Шевченко).
- 1981 — поселення доби бронзи (Н. Козачок, С. Ляшко, В. Тимофеєв).
- 1982 — розкопки у балці Корнійчиха (С. Кравченко).
- 1987—1990 розкопки зимівника XVIII ст. (Н. Козачок).
- 1987—1988 — розвідки на курганній групі № 5 (В. Ільїнський) та розкопки поселення доби бронзи у балці Липовій (Н. Козачок).
- 1989—1994 — розкопки фортеці на о. Байди (В. Ільїнський) та різночасового поселення у балці Молодняга (Н. Козачок).
- 1990 — розкопки середньовічного городища на оз. Осокоровому (В. Ільїнський), поселення доби бронзи та черняхівської культури у балці Корнійчиха (Н. Козачок) та зимівника XVIII ст. у балці Башмачка (М. Остапенко)[286].

### Будівництво баз відпочинку
У післявоєнні роки за генеральним планом Запоріжжя, територія острову, зокрема, північна його частина визначалася, як зона кліматичного курорту і була призначена для розміщення у ній будинків відпочинку, профілакторіїв, шкіл-інтернатів. Багато таких закладів з'явилися на берегах Хортиці протягом 1950—1970-х рр. Більшість із них будувалися всупереч природоохоронному законодавству та заповідному статусу острова.
У червні 1954 р. на березі Нового Дніпра між гирлами балок Вербова та Ганівка відкрилася водна станція заводу «Дніпроспецсталь». У 1957 рр. на південь від скелі Чорної було відкрито піонертабір «Чайка» Запорізького трансформаторного заводу та створений лісопарк. У 1958 р. відкрито профілакторій заводу «Дніпроспецсталь», розташований на залишках скелі Думної, у 1968 р. поряд, на кручі, побудовано ще один його житловий корпус та адмінбудівлю. У 1959 р. відремонтовано зруйнований під час Німецько-радянської війни корпус будинку відпочинку заводу «Запоріжсталь», розташований проти острова Байди. Спочатку він діяв, як Будинок творчості, потім — Будинок відпочинку металургів України, з 15 липня 1965 р. — як санаторій-профілакторій. У 1968 р. недалеко від нього, на схилах балки Каракайки, збудовано базу відпочинку «Металург» заводу «Запоріжсталь». У травні 1959 р. відкрився санаторій-профілакторій Запорізького титаномагнієвого комбінату, розташований поряд із балкою Широка. У 1961 р. поряд із селищем Наукове Містечко відкрилася школа-інтернат (сьогодні — Хортицька Національна навчально-реабілітаційна академія). Недалеко від нього у 1969 р. відкрилася турбаза «Хортиця» Української Республіканської Ради з туризму. На поч. 1960-х рр. біля балки Куца з'явився будинок, що належав Управлінню внутрішніх справ (пізніше — медико-відновлювальний центр «Динамо»). Водночас у районі скелі Копичеватої відкрився Дитячий пульмонологічний санаторій. У 1962 р. на північ від балки Громушиної відкрився профілакторій Дніпровського електродного заводу (з 1991 р. — ВАТ «Укрграфіт»); сьогодні це — санаторій-профілакторій «Нарцис». У середині 1960-х рр. поряд із балкою Каракайка збудовано базу відпочинку «Січ» для працівників Дніпровського алюмінієвого заводу. Водночас у районі балки Костіна трест «Запоріжбуддеталь» відкрив базу відпочинку «Дніпро» (пізніше — ТОВ «Дніпротур-Хортиця»). Згодом поряд, у порушення чинного законодавства, збудовано бази відпочинку ВО «Запоріжзалізобетон» та Запорізького комбінату теплоізоляційних матеріалів. У кін. 1960-х рр. у плавневій частині острова, біля оз. Піщане, відкрився санаторій-профілакторій тресту «Дніпродомнаремонт». З 2000 р. Це — профілакторій-біостанція Запорізького національного університету. У 1972 р. поряд з вищезазначеним закладом відкрилася база відпочинку «Дружба» інституту «Запоріжцивільбуд», а у 1973 р. — спортивно-оздоровчий табір Запорізької філії Дніпропетровського металургійного інституту (пізніше — санаторій Запорізької державної інженерної академії). У вересні 1973 р. відкрився санаторій-профілакторій Запорізького феросплавного заводу, розташований на північ від балки Широкої. Того ж року на південь від балки Перевіз відкрито Запорізьку зональну комсомольську школу, будівля якої сьогодні у стані руйнації.

### Будівництво сталевого аркового мосту через Старий Дніпро
У жовтні 1969 р. почалося будівництво гідростанції Дніпрогес-2, у зв'язку з чим планувалося тимчасове перекриття автомобільного руху по греблі Дніпрогесу. Для розвантаження мостів Преображенського за пропозицією інженера-мостобудівельника Н. А. Артеменка було вирішено побудувати новий сталевий одноарковий автомобільно-пішохідний міст через Старий Дніпро. Автором його проекту був інженер інституту «Союзпроектстальконструкція» Попов, роботи здійснював київський трест «Мостобуд» силами Мостзагону № 12, що базувався у Дніпропетровську. Довжина прогону моста склала 320 м, ширина 20 м, висота 40 м, вартість будівництва — 3220 тис. рублів. На момент відкриття це був найбільший сталевий одноарковий міст в СРСР. Будівництво почалося у 1973 р. Уже наприкінці листопада 1974 р. Державна комісія прийняла об'єкт. Перед відкриттям руху на мості були розміщені біля 50 навантажених каменем самоскидів завважки 25 тонн кожен. Самоскиди простояли на мості до ранку й тільки після цих випробувань міст було відкрито. По мосту було прокладено тролейбусну та автотранспортну магістраль і тротуари для пішоходів.
Одночасно з будівництвом сталевого мосту було розширено автомобільний шлях біля мосту Преображенського через Новий Дніпро: нове шосе проведено з північного боку від залізничної дамби на виїзді з нього.

## Доба змін (1986—1993)

### Баталії навколо мостів
Генеральним планом міста Запоріжжя, затвердженим у 1985 р., передбачалося будівництво двох мостів і траси довжиною 10,4 км і шириною 46 м зі швидкісним трамваєм. Вона мала пройти через південну частину острова, у безпосередній близькості до плавнів — зони абсолютної заповідності.
Загроза, яка нависла над островом, викликала велике занепокоєння у небайдужих громадян — журналістів, істориків, екологів. За ініціативою журналіста Костянтина Сушка в грудні 1986 р. було створено «Комітет по Хортиці» — першу неформальну організацію у Запорізькій області. 17 квітня 1987 р. було оприлюднено підготовлений Комітетом відкритий лист, де наголошувалося на тому, що архітектори та будівельники не мають права на власний розсуд вирішувати долю Хортиці. Незабаром свою категоричну думку висловили державні наукові установи — Українське товариство охорони пам'яток історії та культури й Академія Наук УРСР. Показова точка зору віцепрезидента АН УРСР Костянтина Ситника, яку він виклав 21 серпня 1987 р.: «Ані мостів, ані доріг, ані будівель навіть поблизу заповідника будувати не можна. Це аксіома, це абсолютна істина! Тільки повний невіглас може сумніватися у безсумнівності цих примітивних істин. Тільки низька культура, зокрема екологічна, дозволяє людям дискутувати з приводу цих явних питань, що вирішуються однозначно. Тут немає предмету для дискусії». Своє ставлення до ситуації висловив і відомий політик В'ячеслав Чорновіл, котрий побував на Хортиці 8 серпня 1988 р.: «Сьогоднішній стан Хортиці — незмивна ганьба, зневага не тільки нашої історії, а всього нашого народу. І винні в цьому не тимчасові люди, які опинилися над народом, а всі ми — наша байдужість. Подумаймо, який цивілізований народ дозволив би таку наругу над своєю святинею!».
У листопаді-грудні 1987 р. газета «Индустриальное Запорожье» провела широке опитування мешканців міста з анкетами. На суд громадськості були представлені чотири варіанти мостового переходу:
- 1 — запропонований у генплані 1985 р., зі спорудженням у перспективі метрополітену;
- 1-а — північніше першого на 300—800 м, зі спорудженням тунелю;
- 2 — будівництво нових мостів поряд із мостами Преображенського;
- 3 — південніше Хортиці[290].

На 12 грудня 1987 р. у голосуванні вже взяли участь 3293 респонденти. За варіант 1 висловилися 899 людей. Прибічників варіанту 1-а було 254. За варіант 2 проголосували 319 осіб. Варіант 3 обрали 1821 опитаний. Отже, голосування показало, що більшість опитаних у 1987 р. виступали проти будівництва мостів через Заповідник;.
Спеціальна Урядова комісія на своєму засіданні 14 квітня 1988 р. прийшла до висновку, що найбільш економічним та екологічно безпечним є другий варіант. Проте, місцеві можновладці не збиралися зважати на це рішення. Вже у листопаді 1989 р. на сесії Запорізької облради депутати знов проголосували за «південний» варіант. Демарш облради викликав нову хвилю протестів по всьому Радянському Союзу. До дебатів підключився навіть академік Дмитро Ліхачов, який від імені очолюваного ним Радянського фонду культури звернувся до уряду УРСР з категоричним протестом;;.
З часом пристрасті навколо мостів розпалювалися все більше, до лав захисників Хортиці вливалися нові неформальні організації, питання набувало політичного забарвлення, вимоги радикалізувалися. Представники Руху, ТУМ ім. Шевченка, «Зеленого Світу», «Старого Олександрівська» й Товариства прихильників Хортиці на своєму круглому столі ухвалили резолюцію: «Мостовому переходу через Хортицю — ні!» Лунали пропозиції надати Хортиці статус природного заповідника й пам'ятки світового значення зі списку ЮНЕСКО. Найбільш сміливо висловлювався київський архітектор Валентин Ступаченко. На його думку новий міст необхідно будувати на південь від Хортиці. У перспективі під обома рукавами Дніпра та островом прокласти метрополітен. З Хортиці необхідно прибрати усі селища, високовольтні ЛЕП. На острові має бути створений ландшафтний парк і «Міжнародний центр української національної культури», Хортиця має стати центром «Українського природно-етнічного національного парку „Запорожжя“» у межах від Дніпропетровська до Базавлука. Президії Верховної Ради Української РСР необхідно прийняти постанову про суверенність Хортиці, підпорядкувавши її безпосередньо республіці.
Втім, ці сміливі пропозиції, так само, як і плани зведення мостів через Хортицю, не були втілені ні в часи Перебудови, ні в перші роки Незалежності. На заваді будівництва стала глибока економічна криза, що почалася вже у 1990—1991 рр.

### Громадські та політичні рухи
Мостова епопея привернула до Хортиці увагу різноманітних громадських і політичних рухів, що народжувалися по всьому СРСР. У вересні 1989 р. на острові просто неба відбулася установча конференція Запорізької крайової організації Народного Руху України. Наприкінці жовтня 1989 р. так зване «Світове братство анархістів» вирішило відзначити сторіччя з дня народження Нестора Махна конференцією на острові — «колисці козацтва», продовжувачем традицій якого вважаються махновці. На Конференцію анархо-синдикалістів сюди з'їхалися делегати з Запоріжжя, Харкова, Москви, Ленінграда та інших міст СРСР. За спогадами учасника заходу, запоріжця Олександра Лазутіна, доповіді на конференції зачитувалися на скелях острова;.
Проблеми Хортиці каталізували екологічний рух у місті, що потерпає від викидів чисельних підприємств важкої промисловості. Найгучнішою в часи Перебудови стала акція протесту «зелених», анархістів та пацифістів на території Коксохімзаводу в липні-серпні 1991 р.;.
В умовах занепаду радянської ідеології острів, як пам'ятка природи та історії, поступово перетворювався на головний запорізький туристичний об'єкт в екскурсійній програмі для місцевих і закордонних гостей. Їхні візити часто оформлювалися у вигляді громадських акцій, спрямованих на зміцнення взаєморозуміння між країнами. Так, наприклад, у серпні 1986 р. у рамках туру «Спадщина-86» на острів завітала велика делегація Товариства об'єднаних українських канадців. На початку липня 1987 р. у Музеї історії Запоріжжя побували учасники болгарсько-радянської експедиції «Перун-87». Експедиція під керівництвом Гаро Томасяна на веслувально-вітрильному човні «Перун», копії давньослов'янського судна, проходила частиною шляху «з Варяг у Греки» — з Києва до Варни. У серпні 1987 р. на острів завітали 152 представники 60 и антивоєнних організацій з 20 країн — учасники «Міжнародного круїзу миру по Дніпру-87». У липні 1990 р. на Хортиці побували 330 американських юнаків і дівчат з так званого «Каравану дружби», організованого товариством «Люди для людей». Видатною подією в громадському та релігійному житті Хортиці й усього Запоріжжя стало святкування 200-річного ювілею Хортицької менонітської колонії 18—21 серпня 1989 р. Акція проводилася з ініціативи канадських менонітських організацій за участі представників менонітських та баптистських громад Канади, США, Західної Німеччини та СРСР — з України, Казахстану, Сибіру, Киргизстану.

### 500-ліття Запорозького козацтва
Найбільш визначною громадсько-політичною подією на Півдні України часів пізнього СРСР — початку періоду Незалежності стало відзначення 500-ліття Запорозького козацтва у 1990—92 рр. Заходи, присвячені цьому ювілею, відкрилися науковою конференцією «Проблеми історії Запорозького козацтва в сучасній історичній науці та музейній практиці», що відбулася 18—20 січня 1990 р. 19—20 травня 1990 року на острові відбувся фестиваль козацької пісні «Хортиця». 15 і 16 червня 1990 р. виповнилося 216 років з дня зруйнування Запорізької Січі. «Тризну по Запорозькій Січі» на «Козацькому колі» провели представники Руху, «Зеленого Світу» та ТУМ ім. Шевченка, поклавши тим самим початок традиційного щорічного заходу. Апофеозом урочистостей з нагоди 500-річчя козацтва став хід по Запорожжю 5 серпня 1990 р.. У цій просвітницькій та політичній акції, організованій Народним Рухом і ТУМ ім. Шевченка, взяли участь від 300 до 500 тис. людей зі всієї України. Учасники акції вирушили 10-кілометровою ходою за маршрутом: острів Хортиця — Правий берег — бульвар Вінтера — Дніпрогес — проспект Леніна (нині Соборний) — площа Фестивальна. На Хортиці, де починалася хода, тисячі людей заходили на великий курган біля музею, на Козацькому Колі провели мітинг і літургію по Іванові Сірку, яку відслужив священник УАПЦ.
В наступному році місцева партійна номенклатура врахувала свої помилки і взяла ініціативу на себе. 7 червня 1991 р. святкова хода почалася з промови голови Запорізької міськради Юрія Бочкарьова на майдані Фестивальному. Звідси учасники рушили на Хортицю, де у балці Савутиній відбулося відкриття всеукраїнського фестивалю й театралізована вистава. Тут же виступив з промовою голова Верховної Ради УРСР Леонід Кравчук — майбутній перший президент незалежної України. На цьому святі йому вручили булаву — символ гетьманської влади. Таким чином, була започаткована сучасна традиція обов'язкових візитів голови держави на Хортицю і вручення йому булави при обійманні посади.

### Центр новітнього козацтва
Відзначення 500-річчя Запорозького козацтва стало каталізатором відродження неформального козацького руху на Запоріжжі. Хортиця, як «колиска козацтва», стояла в епіцентрі цього процесу. На початку травня 1990 року на засіданні Правління Запорізького міського ТУМ ім. Шевченка було підтримано ідею відродження козацтва, як історико-етнографічного явища, покликаного плекати українські історичні традиції, утверджувати почуття духовності й патріотизму. У регіоні почало формуватися Запорізьке козацьке товариство «Запорозька Січ». Тоді ж розпочало діяльність так зване «Козацьке братство», сформоване під егідою ВАТ «Мотор Січ». Це товариство позиціонувало себе громадською організацією загальнокультурного спрямування. У грудні 1991 року на Хортиці відбулася Установча велика козацька рада, на якій члени новоствореного Запорізького козацького товариства «Запорозька Січ» склали присягу і обрали керівництво. Отаманом став лікар В. Мельник, а згодом — Георгій Кропивка, майбутній гендиректор Національного заповідника «Хортиця». Проте, новітнє козацтво не змогло зберегти своєї єдності, оскільки в його лавах окрім українських патріотів було багато проросійськи налаштованих членів, зокрема тих, що діяли під впливом керівництва ВАТ «Мотор Січ». Останні зініціювали утворення нової організації — Козацького війська Запорозького Низового, очолюваного Олександром Панченком. Перша рада цього «війська» відбулася також на Хортиці у вересні 1994 р..

### Культурні акції
4 липня 1991 р. на Козацькому Колі відбувся Другий Всесвітній Собор Духовної України. Він був організований «Українською Духовною Республікою» — «вільною асоціацією-братством українців у всьому світі, що ґрунтується на духовній консолідації, яка стоїть над політичними, соціальними, ідеологічними та конфесійними відмінностями». Її творець, романтик і філософ, письменник-фантаст Олесь Бердник, вважав Хортицю одним з духовних центрів України. Натхненний подіями серпня 1990 р., він ще тоді написав «Хортицьку хартію» — своєрідний філософський маніфест, у якому закликав до заснування «Духовної Січі»;.
Враження від подій серпня 1990 р. вплинули на вибір місця проведення Другого всеукраїнського пісенного фестивалю «Червона Рута». Він тривав у Запоріжжі з 10 по 18 серпня 1991 р.. Багато гостей фестивалю, відвідавши острів, були вражені його красою. Один з них, письменник Юрій Андрухович, у своїй книзі «Лексикон інтимних міст» (2011) згадував: «Ми висідали з тролейбуса (одинадцятки?) десь на Хортиці і потім певний час, повз територію якихось літніх дитячих таборів, ішли до Старого Дніпра. Це невимовно красивий річковий рукав зі скелястими берегами у найвужчій своїй частині на північному заході острова… Це був час перемог у голодуваннях. Це був час Червоної Рути, тобто неможливого».

### Археологічні дослідження
Нові й несподівані архелологічні відкриття часів Перебудови та перших років Незалежності були не менш визначним явищем, ніж культурні, громадські та політичні акції. Адже вони примусили змінити уявлення про історичне минуле острова: з тих пір він почав сприйматися не тільки як «земля козацька», але й центр урбогенезу та сакральності. У 1989—1994 рр. на острові Байди знайдені рештки городища часів катакомбної культури та замку князя Дмитра Вишневецького. У 1990 р. біля озера Осокорове досліджувалося середньовічне городище. У 1991—1994 рр. на скелі Савутиній розкопувалося скіфське городище IV ст. до н. е.. У 1992 р. були досліджені два святилища доби бронзи у північній частині острова, а наступного року почалися розкопки великого святилища на висоті Брагарня. Використовуючи останні відкриття археологів на острові Хортиці, краєзнавець-аматор Юрій Вілінов на поч. 1990-х рр. висунув гіпотезу про безперервність розвитку міського центру в районі Запоріжжя протягом останніх 1000 років.

### Хортиця— бренд
Завдяки гучним процесам, що відбувалися навколо Хортиці на межі 1980—90 х рр., ім'я острова та явища, пов'язані з ним, перетворилися на популярний бренд, який до наших днів активно використовується у рекламних цілях. Серед багатьох прикладів можна згадати Універсальну біржу «Хортиця», Акціонерне товариство «Хортиця-Лада», телекомпанію «Хортиця», газету «Запорозька Січ», «Кубок Хортиці» — змагання зі спортивної аеробіки й танцювально-ритмічним видам гімнастики, пиво «Байда», «Хортицьке», «Весела Січ», горілку «Хортиця», корпорацію «Мотор-Січ».

### Хортиця— національний заповідник
6 квітня 1993 року Кабінет Міністрів України «з метою збереження пам'ятних місць, пов'язаних з історією запорозького козацтва, та природного середовища острова Хортиці» своєю постановою № 254 надав історико-культурному заповіднику на острові Хортиця в місті Запоріжжі статус національного. Таким чином, заповідник «Хортиця» першим серед історико-культурних заповідників отримав цей високий статус.

## Сучасність (1990—2020-ті роки)

### Населення острова
З 1995 р. територія Хортиці, яка належала раніш двом районам — Ленінському та Орджонікідзевському — передана Орджонікідзевському району. Станом на 25 липня 2002 р. на острові було розташовано 10 селищ: Наукове Містечко, Садоводів, Овочівників, Тваринництва, Лісництво, «Січ», Вулиця «Будинок Відпочинку», Станція «Січ», Старий Дніпро, МВО-7. Їх населення складало загалом 1443 мешканці. У 2003 р. селище МВО-7, де мешкало 37 осіб, було ліквідоване у зв'язку з початком будівництва нового мосту через Новий Дніпро. У 2012 р. острівні селища отримали статус вулиць. Станом на 1 січня 2014 р. клієнтами поштового відділення № 17 на о. Хортиці були 950 осіб. 1 вересня 2021 р. при Хортицькій національній академії було відкрито новий стадіон.

### Будівництво нових мостів
У часи економічної кризи 1990-х рр. колишня романтика у ставленні до Хортиці змінилася прогматизмом. У 1997 році міськрада Запоріжжя затвердила варіант проходження через Хортицю нових мостів, а 2000-го міський голова О. Поляк назвав це будівництво своїм пріоритетом. Він виступив за зміну статусу Хортиці з Національного заповідника на Національний парк, за створення на острові розважальних закладів. Коли 4 липня 2004 р. тодішній прем'єр-міністр В. Янукович пообіцяв відкрити новий мостовий перехід за 5 років, більшість запорожців сприйняли його слова з ентузіазмом. 30 серпня 2004 роки був першим робочим днем на будівництві, 19 жовтня заклали перший куб бетону в основу опори, а на будмайданчику з'явився плакат із написом: «До завершення будівництва автомагістралі лишилося 1825 днів» (за 5 років).
Проект мостового переходу був розроблений під керівництвом інженера Михайла Корнєєва. Обидва запроектованих мости — автомобільні, мають по 6 смуг руху. Міст через Новий Дніпро — найвищій вантовий міст в Україні: висота його пілону 166 м. Підходячи до Дніпра по естакадах, над самою рікою його траса проходить 660 м на висоті 24,43 м над поверхнею води. Через Старий Дніпро за початковим проектом мав бути зведений арковий металевий міст вишуканої конструкції під назвою «Стрімка лань». Проте, через зміну підрядника робіт у 2011 р. проект переробили, запланувавши будівництво балкового залізобетонного мосту з двома опорами Довжина цього мосту — 340 м, висота склепіння над водою — 24,43 м.
Роботи з будівництва мостів ішли мляво, неодноразово заморожувалися, кошторис будівництва зріс у кілька разів, строк закінчення постійно відсувався. 30 серпня 2019 р. громадські активісти відзначили 15-річний ювілей початку будівництва встановленням на лівобережній частині мосту через Новий Дніпро пам'ятного знаку з чорного каменю. Після того, як у 2020 р. будівництвом зайнялася турецька фірма «Onur», роботи пішли інтенсивніше. Вже 24 грудня 2020 р. було урочисто відкрито рух по верховому боці мосту через Старий Дніпро, а 22 січня 2022 р. — по верховому боці мосту через Новий Дніпро. Обидві події проходили урочисто, за присутності Президента. Повне завершення будівництва мостового переходу відсунене на невизначений термін у зв'язку з російською агресією.

### Релігійний центр
Протягом останніх 30 років на Хортиці з'явилося кілька сакральних об'єктів, що належать до абсолютно різних релігій.
На початку 2000-х років на вулиці Садоводства-Хортиця, у пристосованому приміщені колишнього продуктового магазину, відкрився перший на острові православний храм — церква св. Іакова, Московського патріархату. 8 липня 2005 р. на Історико-культурному комплексі «Запорозька Січ» відбулися урочисті закладини церкви Покрови Пресвятої Богородиці. 15 жовтня 2008 р. у присутності єпископа Київського патріархату Григорія та Президента Віктора Ющенка храм було відкрито, після чого тут почалися епізодичні служби. Їх проводив священник Київського патріархату, у часи президентства В. Януковича — Московського патріархату, а після Революції Гідності — священник Православної церкви України. 25 грудня 2018 р., на п'ятому році Російсько-української війни, на території бази відпочинку «Дніпро» у центральній частині Хортиці освячено незаконно збудований храм Святого Святослава Владімірського Московського патріархату.
7 червня 2009 р. на території селища Будинок відпочинку над Турпляжем відкрито новозведену буддійську ступу.
З 1990-х рр. Хортиця стала одним з провідних неязичницьких центрів України, чому значно сприяли, зокрема, археологічні дослідження й відтворення давніх сакральних об'єктів. На поч. XXI ст. з'явився популярний мем — «Хортиця — острів святилищ».
Першою неязичницькою організацією, що проводила обряди на Хортиці, була громада «Оріяна» РУНвіри, заснована у Запоріжжі в грудні 1992 р. Сьогодні найбільш активно на острові діє Руське Православне Коло, засноване 6 жовтня 2007 р.. Язичники шанують багато сакральних об'єктів на Хортиці (відновленні святилища, давні дуби, печери, скелі), та головним місцем, де регулярно проводяться їхні обряди, є так зв. «Святилище-обсерваторія» на висоті Брагарня. Головне свято язичників, ніч Купала, проходить на Турпляжі. Сюди збираються гості зі всієї України. Українські рідновіри, сповідуючи націоналізм, беруть участь у багатьох патріотичних акціях, що відбуваються на Хортиці.
У 1999 р. на лівому схилі балки Молодняга було зведене святилище «Триглав». Об'єкт створений послідовниками неоязичницької російсько-шовіністичної антиукраїнської течії, так зв. «Схорон єж словен» (із центром у м. Санкт-Петербург), місцевої громади «Родолюбіє». Регулярні «богослужіння» тут відбувалися навіть після початку Російсько-української війни, до 2022 р..

### Туристичний центр
У 1991 р. у південній частині Хортиці з'явився Кінний театр «Запорозькі козаки» й ресторан «Козацька залога» біля нього. Послугами закладів користуються головним чином іноземні туристи та VIP-гості. З весни 2000 р. поряд розташовується реставраційний ангар, або Музей судноплавства, де ведеться робота зі збереження давніх суден, піднятих з дна Дніпра. Сьогодні тут експонуються «новоманерний козацький човен» (так звана «козацька чайка»), бригантина та дубель-шлюпка 1730-х років, байдак XIX ст.; ранньосередньовічний човен-довбанка знаходиться у процесі консервації. Є також найбільша в Україні колекція давніх якорів — близько сотні.
Більшість наявних на сьогодні екскурсійних об'єктів та маршрутів на Хортиці з'явилися вже у XXI ст. Це насамперед відновлені святилища доби енеоліту-бронзи та раннього заліза (на схилах балок Велика Молодняга та Каракайка, на висоті Брагарня, біля профілакторію «Чайка» та Історико-культурного комплексу «Запорозька Січ». Будівництво останнього було розпочате 14 жовтня 2004 р., а формально завершене 14 жовтня 2009-го. На Січі проводяться чисельні заходи та фестивалі, головний з яких — «Покрова на Хортиці». Поряд із Січчю відбуваються вистави гурту «Січові козаки». За час, що минув, ІКК «Запорозька Січ» стала одним із головних символів міста Запоріжжя.
Особливо динамічно туризм на Хортиці розвивався у 2005—2013 рр., коли потік гостей на острів невпинно зростав. У 2005—2006 рр. відкрилися туристичний комплекс «Протовче» у хортицьких плавнях, меморіальний комплекс «Скіфський стан» («Зорова могила») з автентичними та відновленими курганами й багатим лапідарієм, меморіальна «Тарасова стежина» З 2012 р. проводилося облаштування закинутого дендропарку в центральній частині острова. З травня 2017 р. впорядковувався так зв. «Хортицький лабіринт» — паркова зона у районі профілакторію ЗТЗ та колишнього піонерського табору «Чайка». Того ж року музеєфіковане святилище доби бронзи-раннього заліза «Каракайка».

2 червня 2015 р. Музей історії Запорозького козацтва було зачинено на реконструкцію, як тоді повідомлялося, на 3 роки. Проте внаслідок браку фінансування вкластися у ці строки не вдалося. Надія здійснити реконструкцію з'явилася завдяки президентській програмі «Велике будівництво», ініційованій у березні 2020 р. Роботи з реконструкції об'єктів Національного заповідника «Хортиця» (будівлі музею, «Кургану Єднання», «Козацького кола» тощо) почалися в червні 2021 р.. 14 серпня 2021 р. на «Козацькому Колі» відбувся перший після його реконструкції масовий захід. 28—29 серпня тут же відбувся гучний музичний фестиваль ZOUND 2021, проведення якого на території Заповідника викликало критику громадськості. Водночас було реконструйовано Курган Єднання — влаштований великий оглядовий майданчик та зручний похилий підйом. Але сталевий арт-об'єкт «Коло Єдності», змонтований на вершині кургану в жовтні, був сприйнятий дуже неоднозначно.
Значні перетворення на Хортиці, що відбувалися паралельно з будівництвом нових мостів, викликали у багатьох представників громадськості велику тривогу за долю Хортиці, як сакрального місця, історичної та природної пам'ятки. 18 жовтня 2021 р. було оприлюднено електронну петицію на ім'я Президента: «Не допустити перетворення о. Хортиця в торгово-розважальний осередок і зберегти її сакральне та природо-екологічне значення». Проте, ініціатива не мала достатньої підтримки, набравши 2364 голоси з 25000 потрібних. Втім, роботи, що велися на острові, були припинені внаслідок широкомасштабного вторгнення російських військ в Україну в лютому 2022 р.

На запорізькій Хортиці багато різних історичних пам'яток. Там розміщенні святилища, кургани та пам'ятники. Один з пам'ятників — Тарасу Бульбі розташований перед входом до Запорозької Січі.

### Хортиця— меморіал
Упродовж останніх 30 років Хортиця зберігає статус одного з провідних меморіалів Півдня України, де регулярно відбуваються численні громадські, культурні та мистецькі акції, з'являються нові монументи. Так, у липні 1994 р. на острові відбувся перший міжнародний українсько-французько-німецький пленер «Мистецька Хортиця 94». З 2006 р. відбувається щорічний міжнародний мистецький пленер «Хортиця крізь віки». 25 грудня 1998 р. відкрився перший театральний сезон молодіжного театру-лабораторії «Vie» у власній будівлі на Хортиці. З 2005 р. цей театр організовує регулярні фестивалі «Золота Хортиця».
За ініціативи Асоціації Екологічної Освіти 2003 рік був оголошений «Роком Хортиці у Запоріжжі» у зв'язку з 900-ю річницею першої згадки топоніму «Хортиця» в Іпатіївському літописі. Хортиця взяла участь у всеукраїнському конкурсі «7 чудес України». За підсумками конкурсу, підведеними 21 серпня 2007 р., острів посів перше місце за голосами інтернет-користувачів і сьоме — за голосами експертів.
У 1995 р. біля Музею історії запорозького козацтва, був установлений пам'ятний знак з профілем Богдана Хмельницького. 13 жовтня 1999 р. за присутності Президента Леоніда Кучми на під'їзді до музею відкрився пам'ятний знак, присвячений князеві Дмитру Вишневецькому. 24 серпня 2011 р. на флагшток, щойно встановлений на кургані поряд із Музеєм історії Запорозького козацтва, вперше, як повідомлялося, «на рекордну висоту», піднято прапор України. 2 квітня 2014 р., під час проросійських виступів, що охопили південний схід України, у Запоріжжі було засновано патріотично-громадське формування з охорони громадського порядку «Хортицький полк». 21 квітня 2018 р. у рамках литовсько-українського проекту «Пам'ять нації» у північно-західній частині Хортиці урочисто відкрито вапняковий пам'ятний хрест Борцям за волю України, встановлений на честь подій 1918 р.. Поряд посаджено близько 2000 молодих дубів. Проте, вже 28 квітня невідомі адепти «русского міра» знищили хрест. Він був відновлений з граніту й знову відкритий 25 травня 2019 р.. 24 червня 2021 р. у верхів'ях балки Ганівки відкрито Меморіал хортицьких менонітів.

### Хортиця у кінематографі
У 2006 р. компанія «Александр» і телеканал «Алекс» випустили документальний фільм «Запорожье», значну увагу в якому приділнено Хортиці. 2 квітня 2009 р. відбулася прем'єра російського фільму «Тарас Бульба» режисера Владіміра Бортко. Фільм, який знімався, зокрема, на Хортиці, сприяв збільшенню популярності як самого острова, так і ще не відкритого історико-культурного комплексу «Запорозька Січ». З іншого боку, стрічка викликала шквал критики за пропаганду ідей «русского міра». У 2014 р. Держкіно України заборонило прокат цього фільму за дискредитацію української національної ідеї. У квітні-травні 2015 р. британський телеканал ВВС на території острова зняв фільм «Хортиця» з циклу «Острови». 24 грудня 2016 р. вийшов у широкий прокат фільм «Слуга народу-2», зйомки якого проходили, зокрема, на Хортиці, а саме — на будівництві мостів через Дніпро та біля ІКК «Запорозька Січ». На початку лютого 2019 р. вийшов документальний фільм «Хортиця. Заповідник серед міста» з циклу суспільно-культурного мультимедійного проекту «Ukraїner». 17 листопада 2020 р. відбулася прем'єра комедійного серіалу «Козаки. Абсолютно брехлива історія».

### Хортиця в нумізматиці
31 березня 1999 р. Національний банк України увів в обіг пам'ятну срібну монету 10 гривень — «Дмитро Вишневецький». У вересні 2009 р. тихоокеанська держава Острови Кука випустила колекційну золоту монету 10 доларів та срібну монету 5 доларів, присвячену Національному заповіднику «Хортиця», з серії «Дванадцять чудес України». 20 грудня 2010 р. Національний банк України увів в обіг пам'ятну срібну монету 50 гривень — «Острів Хортиця на Дніпрі — колиска українського козацтва» та пам'ятну монету 5 гривень з нейзільберу «Козацький човен»;. 29 вересня 2020 р. Національний банк України ввів у обіг пам'ятну монету 5 гривень — «Славне місто Запоріжжя». На аверсі монети зображений силует церкви Покрова Присвятої Богородиці, що розташована на Історико-культурному комплексі «Запорозька Січ» на острові Хортиці.

### Археологічні дослідження
Археологічні розкопки на Хортиці за доби Незалежності відбуваються щорічно на кількох об'єктах; за цей період було досліджено десятки пам'яток різного часу. Серед найвідоміших пам'яток можна назвати святилище доби бронзи на висоті «Брагарня» (розкопки 1993, 1995, 1998, 2000 рр.), скіфське городище на скелі Савутиній (1993—1996), скіфський могильник на висоті «Канфарка» (1995 р.), штаб-квартиру генерал-майора фон Брадке 1730-х рр. (1997—1999 рр.). У 2000 р. розпочато регулярні дослідження пам'ятки ІІ тис. до н. е. Генералка 2 — найбільшого за площею з відомих на сьогодні на острові святилищ. 27 червня 2002 р. науковцями Національного заповідника «Хортиця» Олегом Тубольцевим, Дмитром Кобалією та Ігорем Пащенком заснована громадська організація «Нова археологічна школа» (НАШ), яка займається дослідженням пам'яток на острові та популяризацією археології. У 2003—2005 рр. в районі будівництва мосту через Новий Дніпро досліджено монументальну споруду доби пізньої бронзи. У 2005—2006 рр. поряд із будівництвом ІКК «Запорозька Січ» розкопувалися кромлехи та кам'яні закладки доби енеоліту, у 2009—2010 рр. — лазарети 1738—1739 рр., у 2013 та 2019 рр. — святилища доби бронзи-раннього заліза;.
Вражаючі результати принесли підводні археологічні дослідження, що ведуться в акваторії Дніпра. 13 жовтня 1999 р. з дна Старого Дніпра біля балки Наумової було піднято рештки козацького судна (відомого у ЗМІ, як «чайка») часів Російсько-турецької війни 1735—1739 рр. У тій же місцевості 6 листопада 2004 р. піднято рештки бригантини. У 2008 та 2010 рр. підняті два фрагменти дубель-шлюпки. Влітку 2012 р. піднято човен-довбанку доби раннього середньовіччя.
7 листопада 2011 р. рибалка Сергій П'янков «витягнув вудкою» з дна Старого Дніпра меч Х ст., що став відомий у ЗМІ, як «Меч князя Святослава».

### Зміни у природі острова
За останні десятиліття господарське навантаження на природу Хортиці значно послабло. Центральний інститут механізації та електрифікації тваринництва поступово згорнув свою роботу. Його головний адміністративний корпус у 2007 р. був кинутий напризволяще й сьогодні являє собою цілковиту руїну. Та ж доля спіткала більшість господарчіх будівель інституту. Всі його угіддя нині виведені з сільгоспужитку. У 1994—1995 рр. Асоціація Екологічної Освіти спільно із Запорізькою обласною станцією юних туристів та Національним заповідником «Хортиця» провела роботи з рекультивації території балки Велика Молодняга (екологічний проект «Три мачти»). У 2006 р. на Хортиці були поселені плямисті олені. За підрахунками січня 2021 р. їх на острові було 13, а також 31 козуля, 4 диких кабани (популяція яких дуже постраждала через епідемію африканської чуми свиней). У березні 2019 р. на Хортиці побачили борсуків, восени 2021 р. у плавнях з'явилися бобри, у лютому 2022 р. там помітили сліди видри.
Разом із тим, останніми роками спостерігається збільшення випадків порушення заповідного режиму. У 2010-ті рр. значною проблемою стали пожежі (в тому числі умисні підпали) у теплу пору року і масове відвідування плавнів (зони абсолютної заповідності) каякерами. Чимало власників ділянок у зоні приватної житлової забудови на Хортиці, використовуючи лазівки у законодавстві, проводять «реконструкцію» будівель, а фактично — будують нові котеджі та паркани;.